# Lund (Suède)
Pour les articles homonymes, voir Lund.

Armoiries de Lund.

Lund est une ville située au sud-ouest de la Scanie, à l'extrême sud de la Suède. La ville est la 11e ville la plus peuplée de Suède, comptant 82 800 habitants en 2010 et 108 947 habitants (2010) en comptant le reste de la commune. Elle fait partie de la région de l'Öresund, qui inclut Malmö et Copenhague, et est une des régions les plus dynamiques d'Europe.
La ville fut fondée aux alentours de 990 alors que la Scanie appartenait au Danemark. Cependant, des fouilles réalisées à Uppåkra laissent penser que la ville est peut-être un millénaire plus ancienne et aurait été déplacée à son emplacement actuel en 990. Dès sa fondation, elle est devenue une ville commerçante majeure, puis, en 1103, le centre de la chrétienté de la Scandinavie. Elle perdit cependant cette importance économique de premier ordre avec la concurrence de sa voisine Malmö à la fin du Moyen Âge. La réforme au début du XVIe siècle vint achever ce travail, et, lorsqu'en 1658 la Scanie devient suédoise, Lund n'est plus qu'une petite ville de province. Lund retrouvera sa grandeur à partir du XVIIIe siècle grâce au développement de son université, fondée en 1666.
L'université marque encore le quotidien de la ville. Ainsi, elle est devenue la plus grande institution d'enseignement supérieure et de recherche de Scandinavie, faisant de Lund une véritable ville estudiantine. De plus, sa présence a attiré l'implantation de nombreuses industries de hautes technologies, qui forment la base de l'économie de la ville. La ville est aussi reconnue comme une ville touristique importante grâce à son héritage historique qu'elle a su préserver, en particulier la cathédrale de Lund située au cœur de la ville.

## Géographie

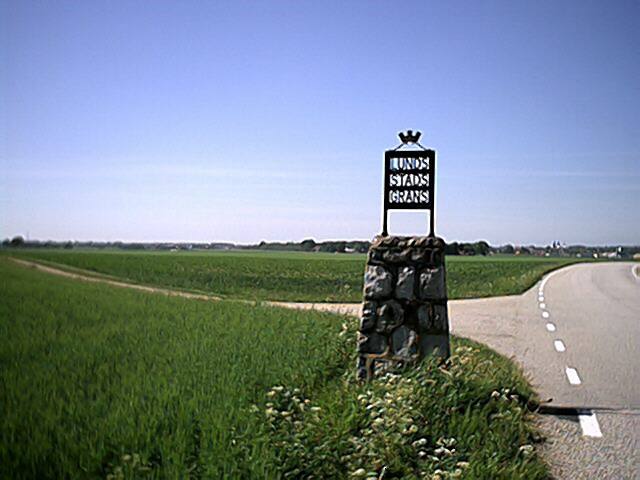
Lund

### Localisation
Lund est située en Scanie, à l'extrême sud de la Suède, à moins de 10 kilomètres des plages du détroit d'Öresund. La ville est ainsi relativement éloignée des principales villes suédoises, à environ 261 kilomètres de Göteborg, 606 km de Stockholm et 1 240 km d'Umeå. En revanche, elle est située à une vingtaine de kilomètres seulement de Malmö, troisième plus grande ville de Suède, à moins de 40 km de Copenhague, capitale danoise, et à 57 km de Helsingborg. Ainsi, Lund est située au cœur de la région de l'Öresund, une région transnationale qui doit son existence à la création du pont de l'Öresund. Cette région, qui inclut la région Hovedstaden (région capitale), le Sjælland du côté danois et la Scanie du côté suédois, regroupait 3 732 000 habitants en 2010. Elle est considérée comme une des régions les plus dynamiques d'Europe.

### Géologie

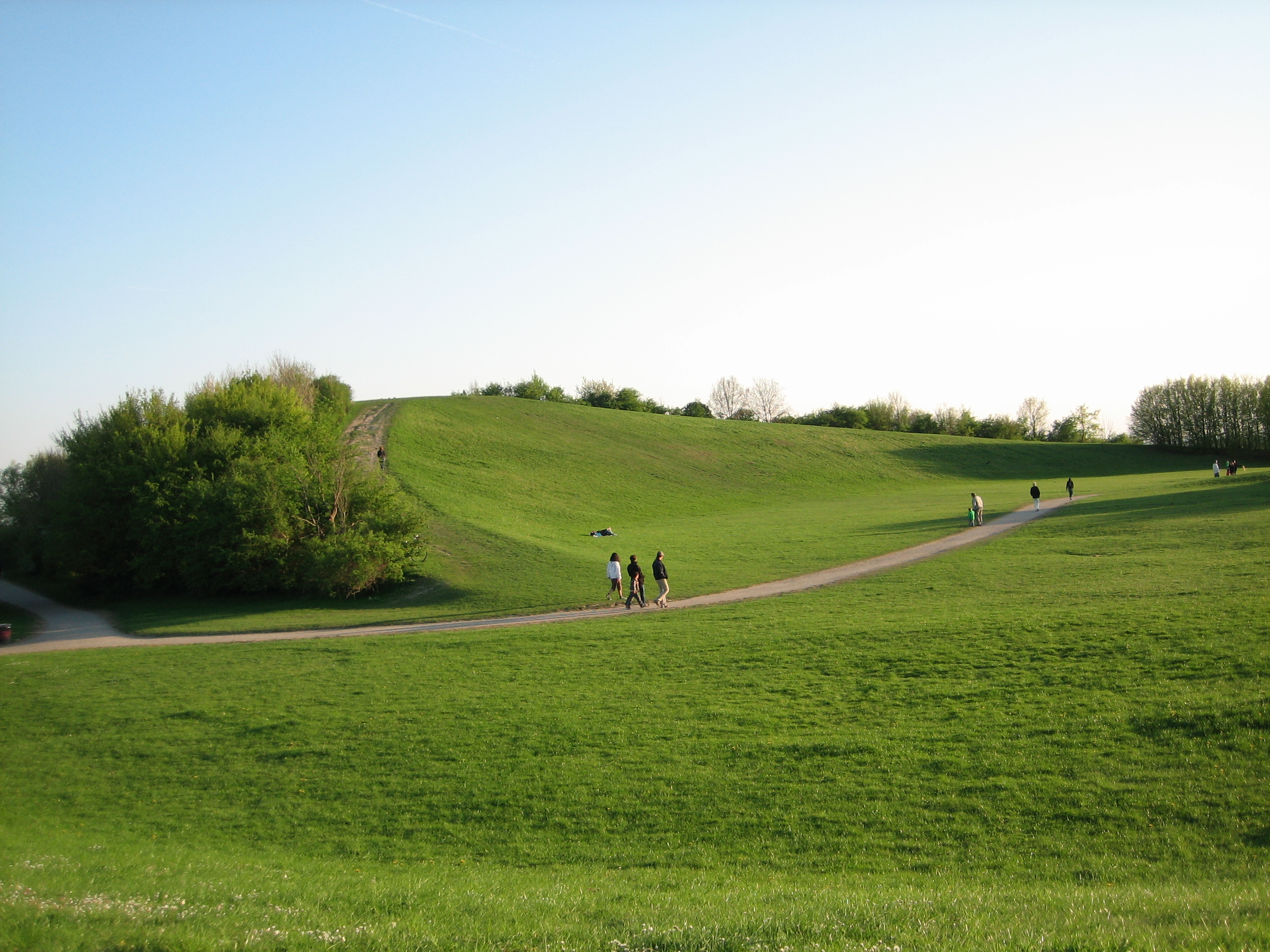
Le parc St Hans backar

Lund est située sur la plaine de Lund, qui, comme la plupart de la Scanie, est une plaine sédimentaire, principalement composée de sédiments argileux déposés au cours des glaciations. Cette géologie, très différente du reste du pays, fait de la région une des plus fertiles de Suède et donc la plus importante région agricole du pays. Lund est aussi située à l'extrémité ouest du horst de Romeleåsen, dont la formation est due aux failles de la zone de Tornquist. Ces failles, orientées NO-SE, ont provoqué le soulèvement de certaines zones, dont Romeleåsen, mais aussi Söderåsen et Linderödsåsen, qui culminent à une centaine de mètres dans cette région autrement relativement plate.

### Topographie
La ville est bordée au sud par la rivière Höje å, se jetant dans l'Öresund au niveau de Lomma. Bien que petite, certains historiens pensent que la rivière était utilisée pour la navigation durant l'âge Viking, ce qui est cependant critiqué par d'autres. L'altitude de la ville est alors de 8 m. La ville s'élève ensuite graduellement en allant vers le nord-est, étant adossée au horst de Romeleåsen. Un des points les plus hauts de la ville est situé dans le parc St Hans backar, au nord, avec 86 m, mais cette élévation est en réalité artificielle, le parc étant une ancienne décharge reconvertie. Le plus haut point naturel de la ville est en fait plus à l'est, dans le quartier Östra Torn, sur le site du château d'eau nya vattentorn, près des bureaux de l'entreprise Ericsson, culminant à 87 m. Le centre-ville est situé à une altitude intermédiaire, à environ une quarantaine de mètres au-dessus de la mer.

### Climat
Lund, comme la majeure partie du sud de la Suède, a un climat océanique. Malgré sa latitude, le climat est relativement doux, principalement grâce au Gulf Stream. Les étés sont chauds, avec une température moyenne allant de 13 à 20 °C, et les hivers sont plutôt froids, avec des températures allant de -1 à 3 °C. Les chutes de neige se produisent occasionnellement entre décembre et mars, mais la couverture neigeuse se maintient rarement longtemps et certains hivers sont même presque dépourvus de neige.
Du fait de la latitude, les journées durent jusqu'à 17 h en été, contre seulement 7 h en hiver.
| Mois                              | jan. | fév. | mars | avril | mai  | juin | jui. | août | sep. | oct. | nov. | déc. | année |
| --------------------------------- | ---- | ---- | ---- | ----- | ---- | ---- | ---- | ---- | ---- | ---- | ---- | ---- | ----- |
| Température minimale moyenne (°C) | −2,7 | −3,5 | −0,5 | 2,1   | 6,9  | 10,4 | 12,5 | 12,3 | 9,2  | 6,6  | 2,7  | −0,8 | 4,6   |
| Température maximale moyenne (°C) | 0,8  | 0,6  | 4,2  | 9,5   | 15,4 | 18,2 | 20,2 | 20   | 15,9 | 11,4 | 6,2  | 2,7  | 10,4  |
| Précipitations (mm)               | 61   | 37   | 57   | 32    | 39   | 69   | 70   | 71   | 69   | 72   | 74   | 73   | 721   |

## Toponymie
Les clercs latinisent le nom de la ville Londinum Gothorum ( le « Londinum des Goths »), en ajoutant à Lond- un suffixe latin -inum, en se référant à Londres en Grande-Bretagne, en latin Londinium. Cette latinisation est aussi liée aux dires d'Adam de Brême, selon lesquels le roi Knut II de Danemark souhaitait faire de Lund l'équivalent danois de Londres.
En réalité, le terme est issu du vieux norrois lundr, signifiant « bosquet, bois », commun dans la toponymie de la Scandinavie, du Danelaw et de la Normandie (cf. la Londe, -lon, -ron). Il a pu désigner dans ce cas un bois sacré païen et était probablement sur le site de l'actuel Uppåkra. Plus précisément, il s'agirait de l'allusion à un arbre sacré, une aubépine, qui aurait poussé entre les hameaux de Valkärra Torn et Östra Torn (aujourd'hui Östra Torn-Mårtens Fälad), situés au nord de la ville actuelle de Lund.

## Histoire

### Uppåkra

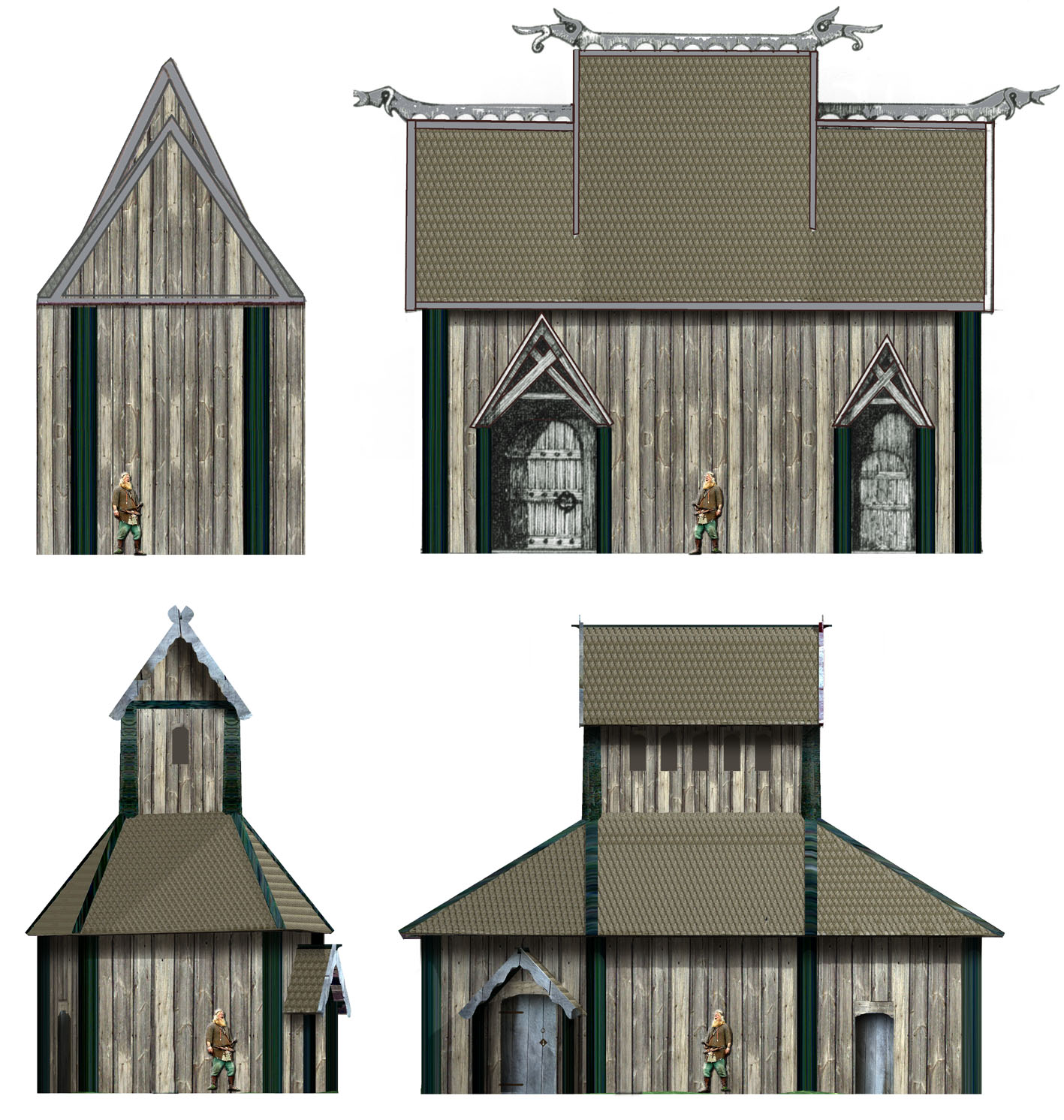
Reconstitution du temple d'Uppåkra

En 1934, lors de la construction d'une ferme dans le village d'Uppåkra, à environ 5 kilomètres au sud de Lund, des objets datés d'environ 400 après Jésus-Christ furent découverts. Des fouilles plus approfondies ont été réalisées à partir des années 1990 et ont montré que l'actuel Uppåkra fut le site d'une occupation continue entre le Ier siècle av. J.-C. et le Xe siècle. Ce village était probablement une place centrale de la Scanie et même de tout le Danemark à partir du Ve siècle.
De nombreux éléments montrent que ce village d'Uppåkra était probablement le prédécesseur de Lund. Premièrement, la ville de Lund fut fondée précisément à la fin de la période d'occupation d'Uppåkra. Mais, aussi, le rôle central que possédait Uppåkra à cette époque a été repris par la ville de Lund ; en particulier, le marché « Tre högar marknad » (le marché des trois tumulus), qui avait lieu tous les ans à Lund, mais que l'on sait d'origine plus ancienne, avait probablement commencé à Uppåkra, dont deux tumulus (Storehög et Lillehög) sont connus. Il est même possible que le nom Lund soit celui de l'ancien village d'Uppåkra. En effet, alors que le nom Uppåkra n'apparaît que tardivement (1085 dans une lettre de donation à Lund), le nom Lund apparaît dans la saga d'Egill, fils de Grímr le Chauve, censée se dérouler avant la fondation de l'actuelle Lund. De plus, le nom Lund se réfère à un bois sacré païen, ce qui convient mieux à l'ancienne ville païenne d'Uppåkra qu'à la ville catholique de Lund.
Quoi qu'il en soit, la présence d'Uppåkra fut un élément important pour la fondation de Lund à son emplacement actuel, car le réseau routier et la population de l'ancienne ville favorisaient l'établissement de la nouvelle.

### Moyen Âge

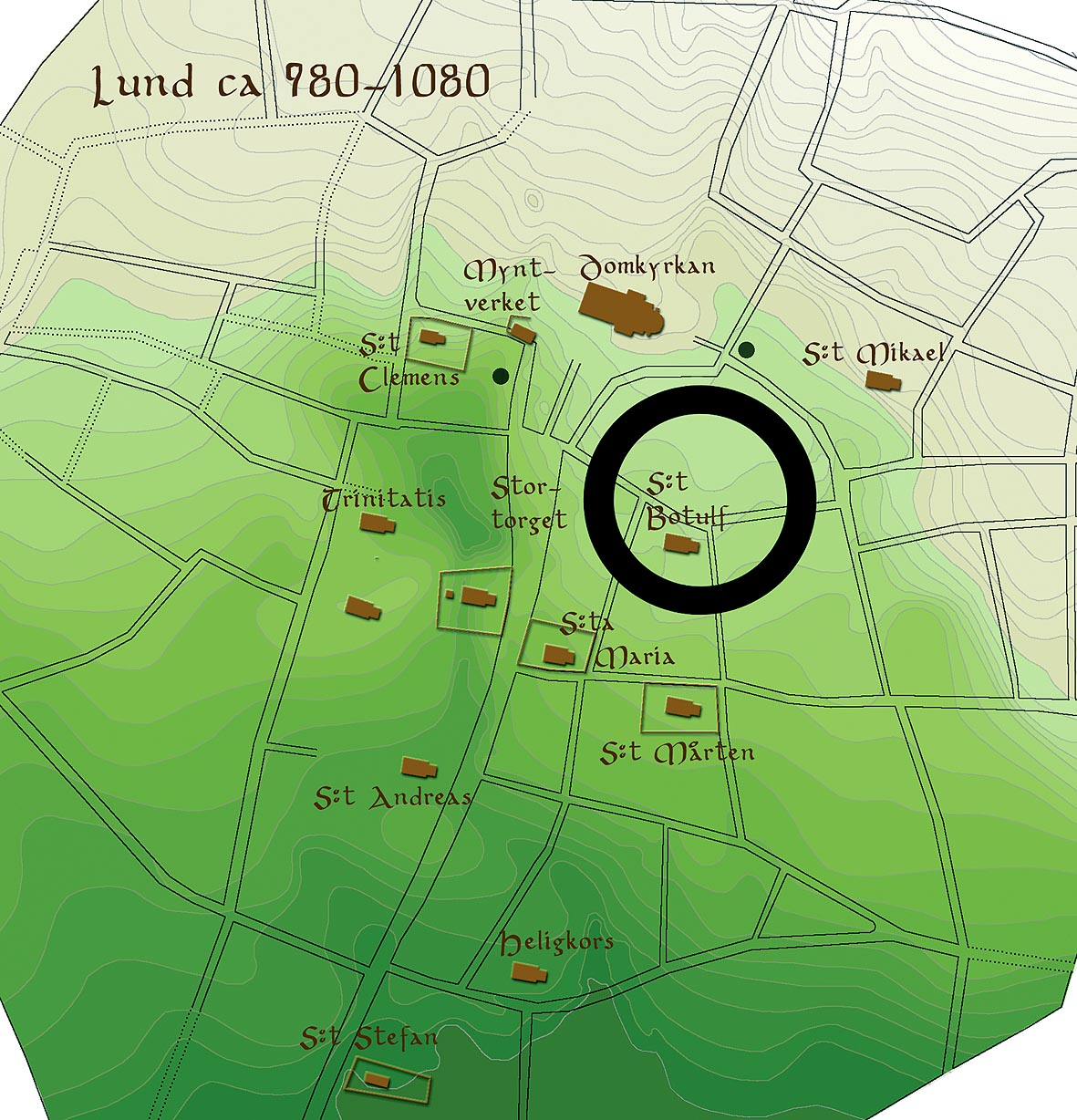
Lund autour de l'an 1000, on distingue la monnaie (Myntverket) au nord-ouest

La ville fut fondée à son emplacement actuel aux alentours de 990, probablement à la suite d'une initiative du roi Sven Ier de Danemark. Le commerce devint rapidement une activité prépondérante dans la ville. En particulier, durant tout le Moyen Âge, la ville accueillait au printemps le marché Tre högar marknad, qui attirait probablement des gens de toute la Scanie à Lund. Mais cette position commerçante fut encore renforcée lorsque le roi Knut II de Danemark installa dans la ville une monnaie, probablement en hiver 1019-1020, qui devint la plus importante du Danemark. Le roi installa aussi dans la ville, peu après sa fondation, une résidence (Kungsgården). En effet, à cette époque, le Danemark n'avait pas de véritable capitale ; à la place, le roi était itinérant et avait des résidences dans les villes les plus importantes, permettant d'accueillir lui et sa cour. Tout ceci tend à montrer que Lund était probablement la ville la plus importante du royaume à cette époque.
Lund a été dès sa fondation une ville chrétienne. Une église en bois a été datée du début des années 990, au niveau de la rue Kattesund, à l'emplacement du musée Drottens Kyrkoruin, justifiant l'époque présumée de la fondation de la ville. Le Danemark faisait à cette époque, comme toute la Scandinavie, partie de l'archidiocèse de Hambourg-Brême, qui avait été chargé d'évangéliser la région. Cependant, le Danemark voyait d'un mauvais œil ceci, car il y voyait une menace contre son indépendance. Le roi Sven II de Danemark tenta en 1054 d'obtenir la création d'un archidiocèse du Danemark auprès du pape Léon IX. Bien que le pape n'était pas hostile à cette idée, l'archevêque Adalbert de Brême s'y opposa fermement et l'archidiocèse ne fut pas créé. En 1060, Sven II divisa les trois diocèses qui composait alors le Danemark (Fionie, Seeland et Scanie) en dix, de façon à mieux justifier la formation de l'archidiocèse. Lund devient alors un évêché, tout comme sa voisine Dalby. En 1085, au plus tard, fut consacré l'autel d'une première cathédrale à Lund, à l'emplacement de l'actuelle. En cette même année fut fondée Katedralskolan, qui devint ainsi l'école la plus ancienne des pays nordiques. Le fait pour Lund de devenir un évêché signifia une croissance en importance de la ville comparée aux autres villes importantes de la région, comme Helsingborg ou Ystad.

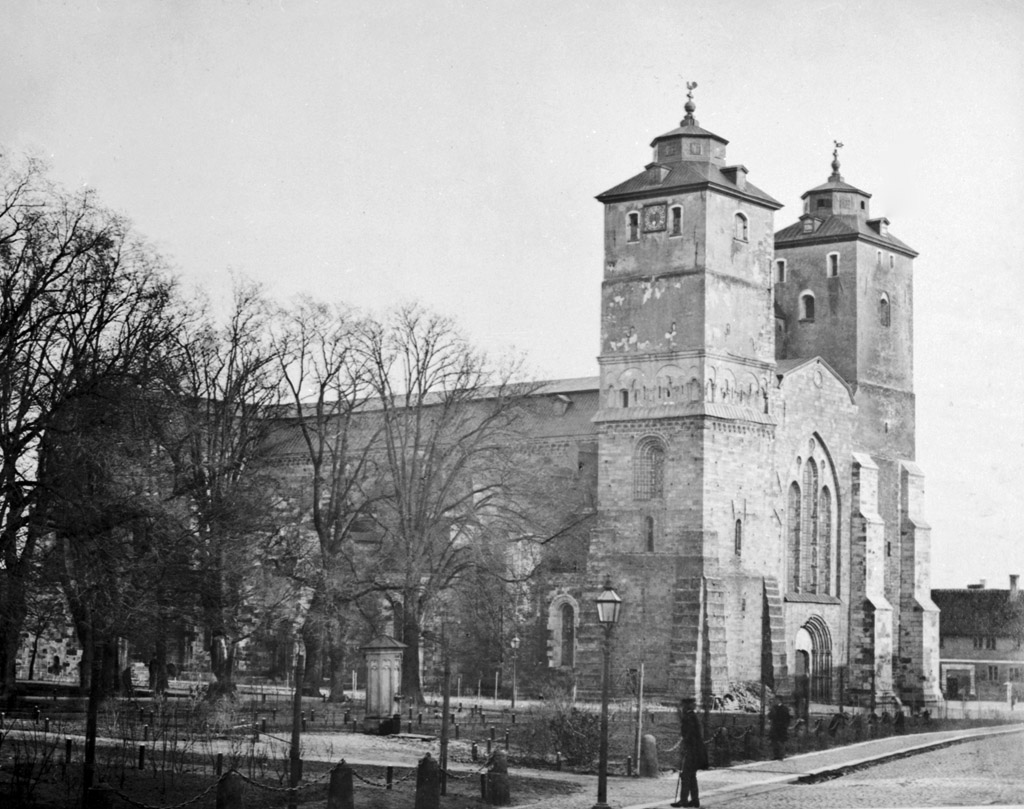
La cathédrale de Lund avant sa rénovation par Helgo Zettervall

En 1103, Éric Ier de Danemark profite d'un pèlerinage à Rome pour demander au pape Pascal II non plus la fondation d'un archidiocèse du Danemark, mais d'un archidiocèse scandinave. Cette fois-ci, le pape accepta, et, l'année suivante, l'évêque de Lund Ascer est fait archevêque. À partir de l'établissement de Lund comme archevêché, la vie religieuse devint au centre de l'histoire de la ville et les archevêques de Lund prirent rapidement une importance proche de celle du souverain lui-même. En 1145, l'actuelle cathédrale de Lund fut consacrée par Eskil et celle-ci n'avait aucun équivalent dans les pays nordiques. Le nombre de bâtiments religieux augmenta très rapidement, pour atteindre 27 en 1238.
En 1134, Éric II fit construire autour de la ville un mur (Stadsvallen), dont certaines sections sont encore visibles aujourd'hui. Il s'agissait alors probablement d'une palissade, mais qui fut améliorée au XIVe siècle par l'ajout d'un fossé. Le mur était percé de 4 portes, suivant les 4 points cardinaux.
Jusqu'à la fin du XIIe siècle, le Landsting (un Thing ou assemblée régionale) de Scanie se tenait à Arendala, à quelques kilomètres à l'ouest du centre de Lund. Lund était probablement un point d'arrêt important avant de rejoindre l'assemblée, mais il n'était à l'époque pas question de déplacer l'assemblée à Lund, cette dernière étant une place royale. Cependant, probablement grâce à la croissance de l'Église, le pouvoir royal de Lund ne semblait plus suffisamment dissuasif et le Landsting fut transféré à Lund. Lund est alors devenue le centre décisionnel de la Scanie, elle-même une des plus importantes régions du royaume danois.

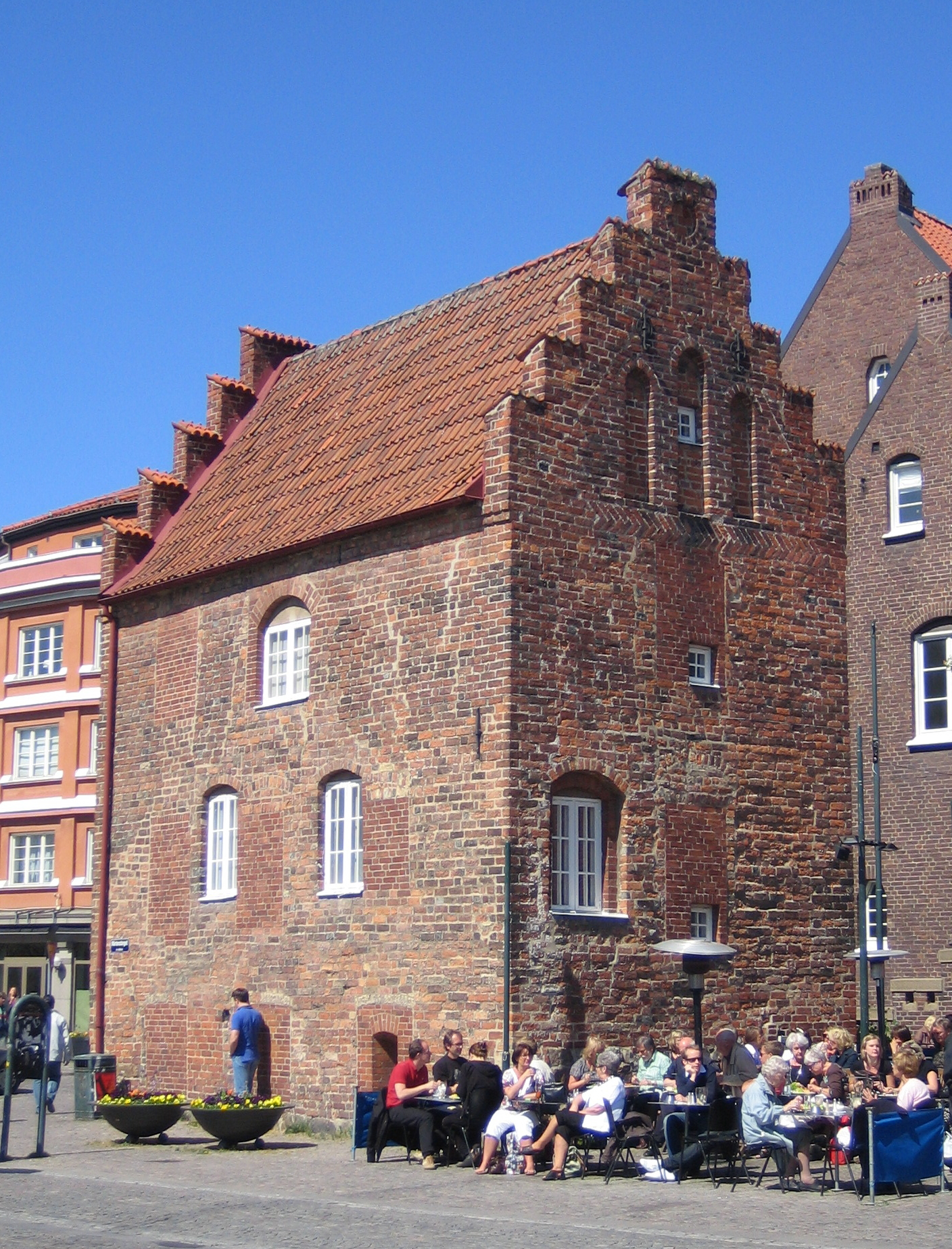
La maison Krognoshuset, plus ancien bâtiment laïque conservé de la ville. Certaines parties du bâtiment datent du XIVe siècle.

Le commerce, initié par la fondation de la monnaie, continua à croître durant le XIIe-XIVe siècle. Une des principales raisons à cela était les privilèges de la ville. En effet, à cette époque, seuls les citoyens des villes avaient le droit de faire du commerce, ainsi que de pratiquer l'artisanat. Un élément principal du commerce à cette époque était le hareng, qui était pêché en abondance en Scanie. Celui-ci était alors exporté, en particulier vers les villes du nord de l'Allemagne et la puissante ligue hanséatique. Malgré l'absence de contact direct de Lund avec la mer, la ville était à cette époque la capitale danoise du commerce avec l'étranger. En particulier, de nombreux marchés se tenaient dans la ville. Ceci entraîna une importante population étrangère, particulièrement allemande, dans la ville de Lund. À cette période (XIIIe-XIVe siècle), la population de la ville atteignait probablement environ 3 000 habitants, ce qui est relativement important pour l'époque, en particulier en Scandinavie. Lund finit cependant au XIVe siècle par se faire dépasser en importance par sa voisine Malmö, qui s'est fortement développée économiquement grâce au commerce avec la ligue hanséatique. Ceci fut encore accentué dans les années 1440 lorsque le roi transfère à Malmö la monnaie de Lund. En parallèle, des tensions avec la Suède émergèrent au sein de l'union de Kalmar, qui dégénérèrent en conflit en 1451-1452. La Suède attaqua la Scanie et fait face à l'armée danoise le 18 février à Lund, en particulier dans Lundagård, près de la cathédrale. L'archevêque de Lund Tuve Nielsen et son armée parvinrent à mettre en échec l'armée suédoise, mais celle-ci, dans sa retraite, mit feu à la ville. Cette bataille est l'une des plus destructrices qu'ait subit la ville de Lund, qui fut presque entièrement détruite : seules la cathédrale et quelques maisons en pierre furent encore debout après cette attaque.

### XVIeetXVIIesiècles: déclin

#### La réforme protestante
Depuis le XIVe siècle, Lund avait perdu son importance économique de premier ordre au profit de Malmö. C'était donc à partir de cette époque l'église qui assurait l'importance de Lund, y compris dans la vie économique. Cependant, les idées de la réforme protestante commencèrent à atteindre le Danemark. En parallèle, celui-ci fut secoué par des problèmes. En effet, la noblesse et le haut clergé entrèrent en conflit contre le roi et le forcèrent à s'exiler en 1523, le remplaçant par Frédéric Ier de Danemark. Les paysans et bourgeois n'étaient pas en accord avec le nouveau roi, préférant Christian II. Ils menèrent alors une rébellion sous la direction de Søren Norby. Cependant, le 28 avril 1525, l'armée du roi décida de contrer et attaqua les forces rebelles, que l'on estime à 8 000 hommes, situées à Lund. Cette bataille résulta en un véritable massacre, au moins 1 500 paysans ayant été tués. La rébellion fut ainsi réprimée.
Frédéric Ier de Danemark fut ainsi conforté se convertir au luthéranisme, et, à Malmö, la réforme protestante commença à s'installer, avec, à partir de 1527, des offices protestants. Les hommes d'église de Lund tentèrent de s'opposer, mais la position de l'archevêque était considérablement affaiblie par le fait que le pape n'avait pas voulu confirmer son statut d'archévêque. Le luthéranisme s'imposa finalement avec l'arrivée de Christian III de Danemark au pouvoir en 1536, qui proclama la réforme au Danemark. Ceci affaiblit considérablement la position de Lund. Ainsi, tous les biens de l'église furent confisqués par la couronne. Toutes les églises de Lund furent détruites l'année qui suivit, excepté celle du cloître St Pierre. Les pierres de ces églises étaient récupérées pour fortifier le château de Malmö. Tous les domaines confisqués à l'église furent rassemblés en un comté nommé Lundagårds län, puisque son siège était le jardin Lundagård, qui entoure la cathédrale, passé aussi sous le contrôle du roi avec la réforme. Ce comté passa sous le comté de Landskrona entre 1559 et 1576, puis sous le comté de Malmöhus. Pour accueillir le roi lors de ses visites, un nouveau bâtiment fut construit à partir de 1578 dans Lundagård, nommé Kungshuset.

#### Une période de conflits
Lund était dorénavant une ville pauvre et insignifiante à l'échelle du pays, et ceci allait empirer. En effet, les années qui suivirent furent marquées par de nombreux conflits. Ainsi, en 1563, la guerre nordique de Sept Ans éclate, et Lund fut alors, comme beaucoup d'autres villes, écrasée sous des taxes de plus en plus lourdes et dut même nourrir l'armée stationnée dans la ville. La fin de la guerre en 1570 ne signifia pas la fin des levées de taxes, et Lund avait de grandes difficultés à rassembler les sommes demandées. Pour ne rien aider, la peste s'abattit sur le Danemark autour des années 1600.
La période sans conflit qui suivit permit à Lund de se développer quelque peu, mais de nouveau la guerre reprit. En 1644, une armée suédoise de 10 000 hommes menée par Gustaf Horn s'attaqua à la Scanie dans le cadre de la guerre de Trente Ans. L'attaque commença à Helsingborg, mais les troupes continuèrent et arrivèrent à Lund le 29 février 1644. L'armée suédoise resta ainsi dans la ville plusieurs mois, y établissant ses quartiers. Du fait de l'absence de véritable défense à Lund, tous les habitants de Lund ayant quelques possessions avaient déjà fui. L'armée suédoise renforça alors le « mur » médiéval Stadsvallen. La ville voisine de Malmö résista à l'armée suédoise, et en 1645, le traité de Brömsebro fut signé, marquant la fin du conflit. L'armée suédoise quitta alors Lund, mais laissa la ville dans un état déplorable, presque entièrement démolie. La guerre éclata de nouveau en 1657, ce qui aboutit le 26 février 1658 à la signature par le Danemark du traité de Roskilde, par lequel il cède la Scanie à la Suède. Lund est maintenant suédoise.

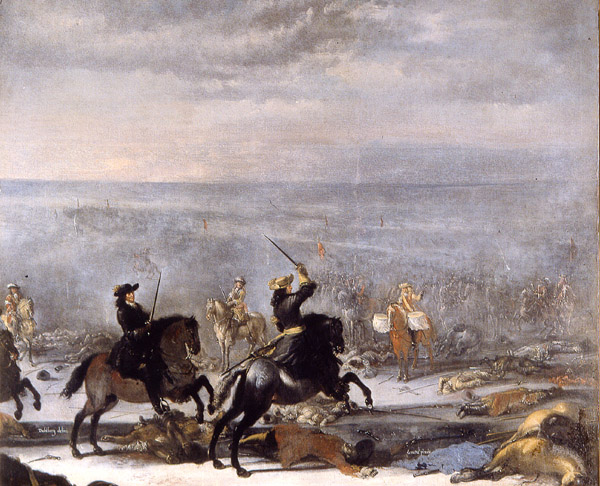
La Bataille de Lund, peinture de Johann Philip Lemke.

Mais le Danemark ne comptait pas laisser la Scanie à la Suède sans se battre. Ainsi, le 29 juin 1676, le Danemark arrive à Helsingborg et commence l'invasion de la Scanie. Lund se rendit alors sans bataille, les troupes danoises étant accueillies dans la liesse par les habitants. Rapidement, toute la Scanie tomba, excepté une fois de plus la ville fortifiée de Malmö. Lund, à proximité, est alors occupée par l'armée et la fournit en ravitaillement. Mais la Suède mena sa contre-offensive, et, le 4 décembre 1676, les deux armées se retrouvèrent face à face juste au nord de Lund. La bataille qui s'ensuivit, connue sous le nom de bataille de Lund, fut la plus sanglante jamais menée sur le sol scandinave. Elle dura 25 heures, et, sur près de 20 000 combattants en présence, environ 8 000 moururent, dont 3 000 Suédois. Cette bataille s'acheva sur une victoire suédoise et les Suédois finirent par reconquérir la Scanie. Lors d'une nouvelle offensive danoise, Lund retourna entre les mains des Danois, mais, le 4 août 1678, l'armée capitule à Kristianstad, marquant la victoire définitive de la Suède. La ville de Lund est alors abandonnée par l'armée danoise, qui, par dépit, la met en flammes. Plus de la moitié de la ville est détruite. Le traité de paix de Lund fut finalement signé, dans la cathédrale, sous l'arbitrage du Français Isaac de Pas de Feuquières, dans la nuit du 26 au 27 septembre 1679.
Pour aider la ville à se reconstruire, le roi suédois consent une exemption de taxe de quatre ans pour tous ceux qui reconstruisent des bâtiments. Les maisons étaient alors souvent reconstruites avec des colombages.
Entre 1700 et 1721, la Suède fut impliquée dans un important conflit, nommé la grande guerre du Nord. Le front se situait dans un premier temps loin de la Scanie et n'influença que très peu la vie à Lund, mais le Danemark décida ensuite de se joindre au conflit dans l'espoir de reconquérir la Scanie. L'armée attaqua de nouveau près d'Helsingborg le 2 novembre 1709 et arriva à Lund le 1er décembre, qui se rendit de nouveau sans combat. Lund servit une fois de plus de quartier général danois dans l'optique d'une attaque de Malmö, mais celle-ci n'eut finalement pas lieu et les Danois furent repoussés le 5 mars par l'armée suédoise menée par Magnus Stenbock. La ville fut malheureusement une fois de plus touchée par un incendie, mais cette fois accidentel, en 1711. L'hôtel de ville et les archives qu'il contenait furent en partie détruits. Les malheurs continuèrent avec l'arrivée de la peste, qui sema la mort à Lund entre août 1712 et février 1713. Dans la menace d'une nouvelle invasion par le Danemark, le roi Charles XII de Suède décida de s'installer à Lund en 1716. Lund devint ainsi pendant un temps une sorte de capitale de la Suède. Cette présence eut un effet très bénéfique sur l'activité artisanale et marchande de la ville. Le roi resta de façon quasi ininterrompue à Lund jusqu'au 11 juin 1718.

#### La création de l'université

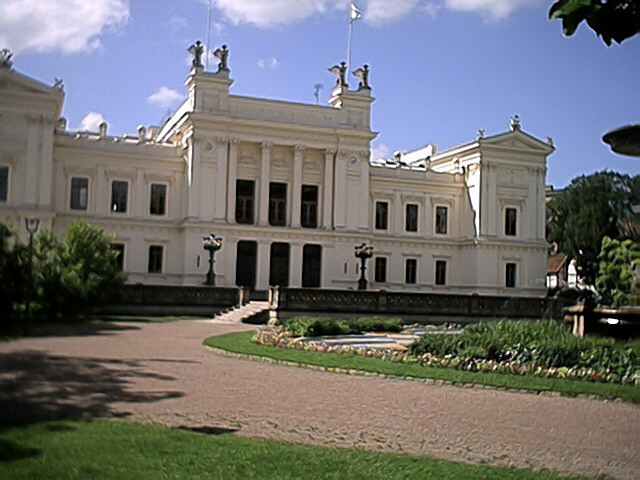
Bâtiment de l'université

Le 16 mars 1658, le roi Charles X Gustave de Suède visita Lund. Durant cette visite, le roi discuta avec l'évêque de Lund Peder Winstrup à propos de la création d'une université à Lund, afin de suédifier la région. Lund fut donc choisie en 1666 pour accueillir la nouvelle université nommée Regia Academia Carolinæ. L'université fut inaugurée le 28 janvier 1668 en grande pompe. Elle était divisée en quatre facultés : la faculté de théologie, la faculté de droit, la faculté de médecine et la faculté de philosophie. L'université n'avait pas de locaux propres et utilisait donc la cathédrale, ainsi que l'église du cloître saint-Pierre et le bâtiment Liberiet. La Suède n'ayant pas assez de professeurs disponibles, ce fut principalement des professeurs danois qui furent employés, mais la direction de l'université était assurée par des Suédois. Parmi les professeurs notables, citons Samuel von Pufendorf, nommé professeur de droit naturel.
L'université n'était considérée que comme une université de seconde zone, comparée à l'université d'Uppsala, et n'avait alors que très peu d'étudiants. L'université dut fermer durant la guerre de Scanie. À sa reprise, son rôle dans la « suédification » fut nettement accentué, les habitants s'étant montrés en faveur du Danemark durant le conflit. Le roi Charles XI de Suède donna à l'université de nouvelles sources de revenus, ayant lui-même utilisé les propriétés de l'université pour soutenir l'armée en guerre. En particulier, il confia Lundagård et Kungshuset à l'université, celle-ci ayant ainsi ses premiers bâtiments propres. Ces nouveaux revenus permirent à l'université d'employer de nouveaux professeurs, et, par la même occasion, le nombre d'élèves augmenta. L'activité de l'université fut cependant interrompue de nouveau durant la peste de 1712, la plupart des professeurs et élèves ayant fui la ville.

### Le renouveau

#### Développement de l'université
L'ère de la Liberté en 1721 n'eut pas de grandes conséquences pour Lund, qui ne jouait pas de rôle majeur dans la Suède de l'époque. Cependant, à la fin du XVIIIe siècle, Lund retrouva de son éclat avec l'université comme moteur et le début du XIXe siècle est considéré comme un âge d'or, avec Esaias Tegnér, Carl Adolph Agardh, Pehr Henrik Ling et d'autres qui vivaient et travaillaient dans la ville.

#### La révolution industrielle

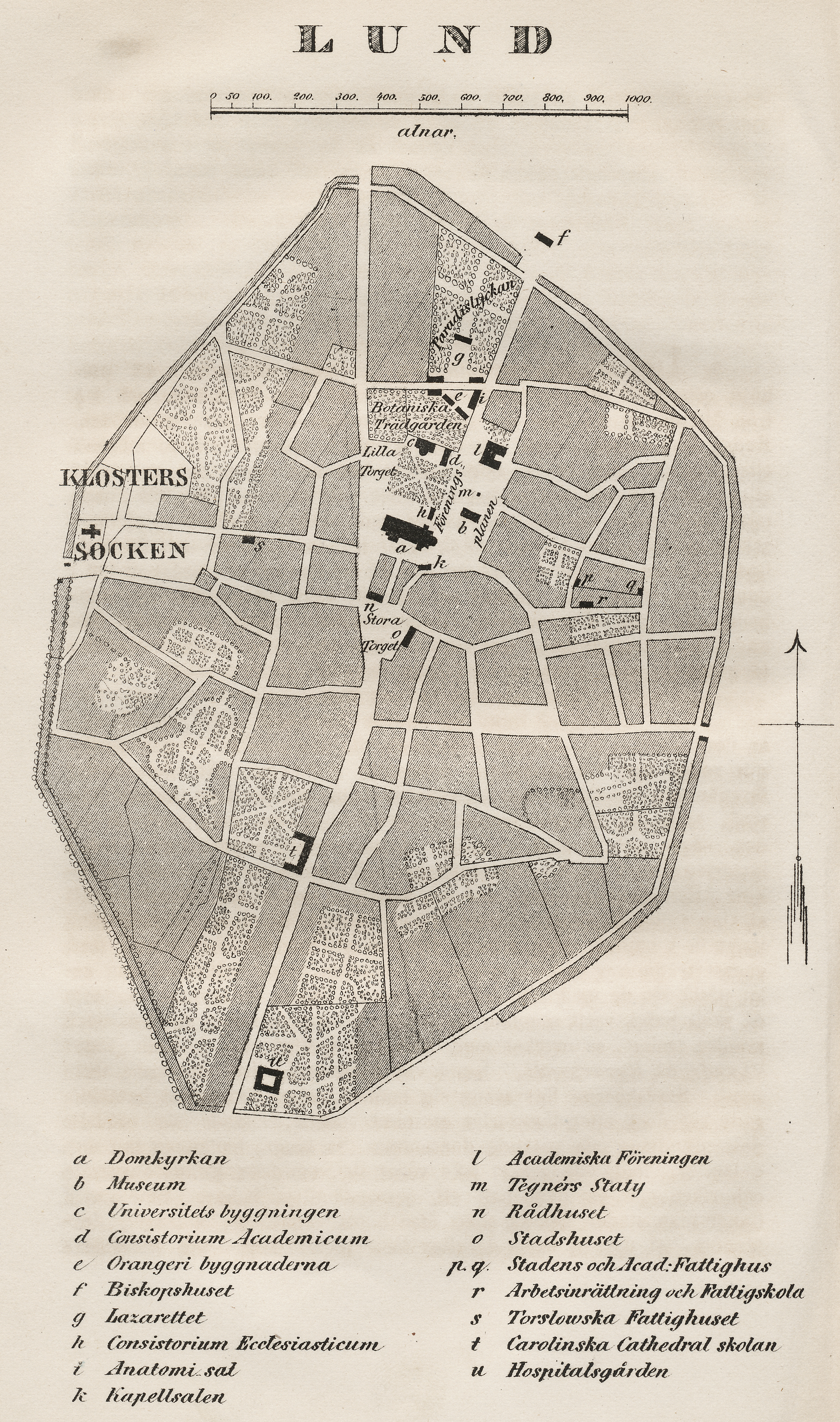
Lund dans les années 1850

En 1856, une ligne de chemin de fer fut construite de Malmö à Lund, prolongée les années suivantes vers le nord. Ceci donna naissance à la révolution industrielle en Suède. Mais, la plupart des industries se sont installées à Malmö. Ceci, conjugué à la domination de l'université, des services médicaux et de l'église, a contribué à la faible industrialisation de Lund.
L'université, elle, continuait son développement. Plusieurs bâtiments furent construits, principalement au nord du Lundagård, dont le bâtiment principal et l'hôpital universitaire de Lund. Le nombre d'étudiants atteint environ 1 000 en 1900.

#### La croissance
Ce n'est qu'après la Seconde Guerre mondiale que Lund commença vraiment à croître. En 1950, la ville compte 40 000 habitants et cinquante ans plus tard, elle en compte plus du double. De nombreux quartiers comme Norra Fäladen, Östra Torn et Klostergården, l'école Lunds Tekniska Högskola et plusieurs routes importantes sont construits. La ville, qui avait jusque-là conservé son caractère médiéval, le perd finalement en grande partie. Un projet de construction d'une autoroute de 42 m de large en plein centre ville fut même proposé. Il fut finalement abandonné, mais de nombreux bâtiments avaient déjà été détruits. Ceci amena Lund à réfléchir à la planification urbaine, ce qui conduisit à ce que de nombreuses artères du centre-ville deviennent piétonnes.
En 1983, le premier parc scientifique de Scandinavie, Ideon, fut construit sur les terres, alors agricoles, au nord-ouest de la ville.

## Vie économique

### «La ville des idées»

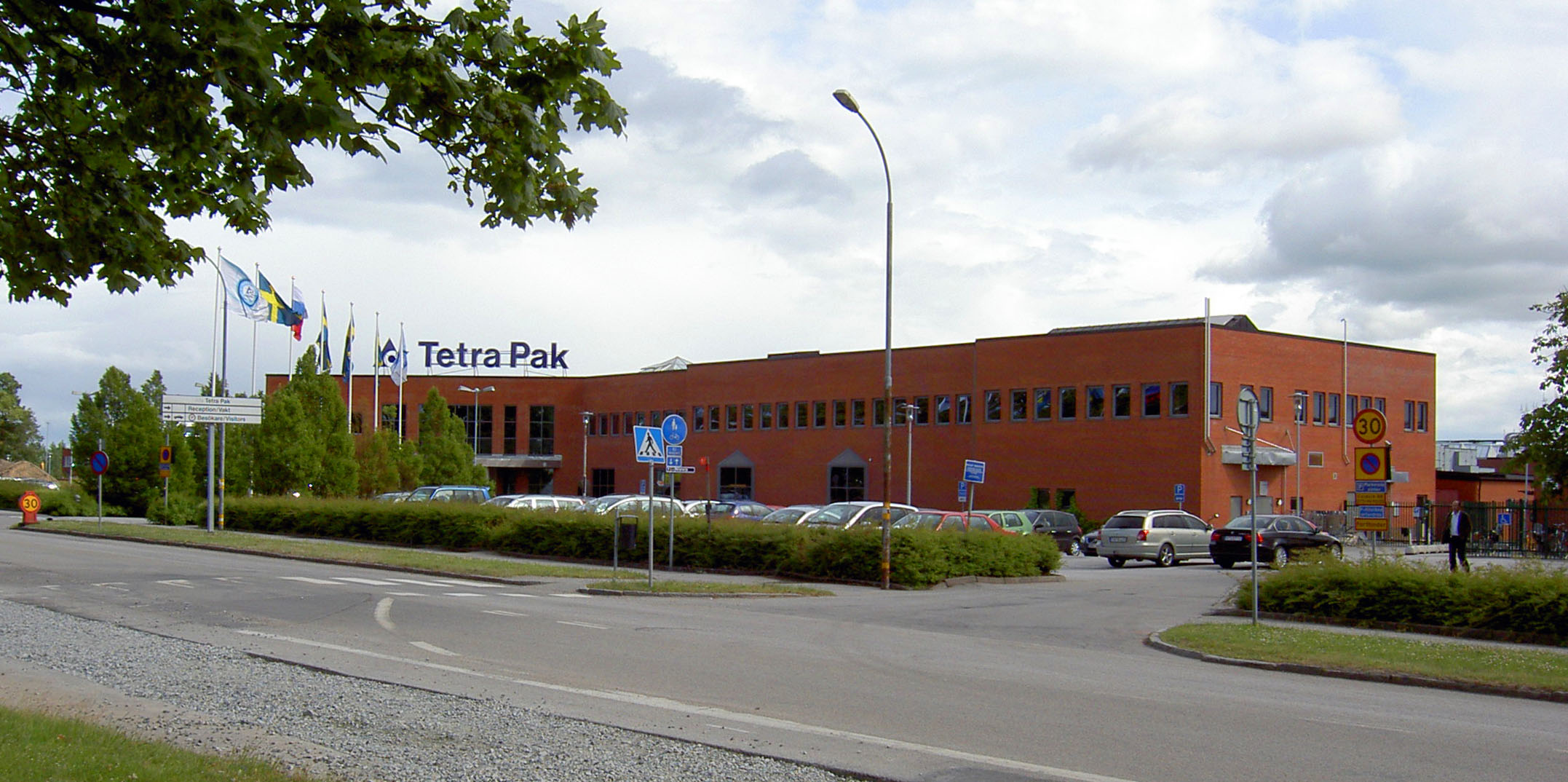
Usine Tetra Pak à Lund

La présence de l'université de Lund a fait de Lund une ville d'innovation et son économie est en grande partie portée par l'innovation, ce qui explique sa devise « La ville des idées » (en suédois « Idéernas stad »). Ainsi, la ville peut se vanter d'avoir été le lieu d'invention de plusieurs objets ou techniques utilisés mondialement, tels que la technique de Goutte à la demande des imprimantes jet d'encre, le poumon d'acier, etc. ...
Plusieurs de ces inventions ont donné lieu à la formation d'entreprises, qui marquent de nos jours la vie économique de la ville. Un exemple de ceci est la fondation de Tetra Pak en 1951, basée sur le développement du premier emballage en carton pour conserver le lait. Par la suite, l'entreprise se développa, continuant sa politique d'innovation, avec en particulier, en 1961, le carton aseptique pour conserver le lait plusieurs mois sans réfrigération. De nos jours, l'entreprise a toujours son siège social à Lund, emploie 20 000 personnes dans 150 pays et a fabriqué 137 milliards d'emballages en 2007. Une autre entreprise importante fondée à Lund sur une innovation est Gambro. L'entreprise est basée sur le développement de la première machine de dialyse fonctionnelle au monde par Nils Alwall, du département de physiologie de l'université de Lund, en 1946. À l'issue de la rencontre en 1964 de Nils avec l'industriel Holger Crafoord, l'entreprise « Gamla Brogatans Sjukvårdsaffär Aktiebolag » (société de fournitures médicales rue du vieux pont) abrégée Gambro fut fondée à Lund. Tout comme Tetra Pak, l'entreprise a grandi et est maintenant présente dans plus de 100 pays, où elle emploie environ 8 000 personnes.

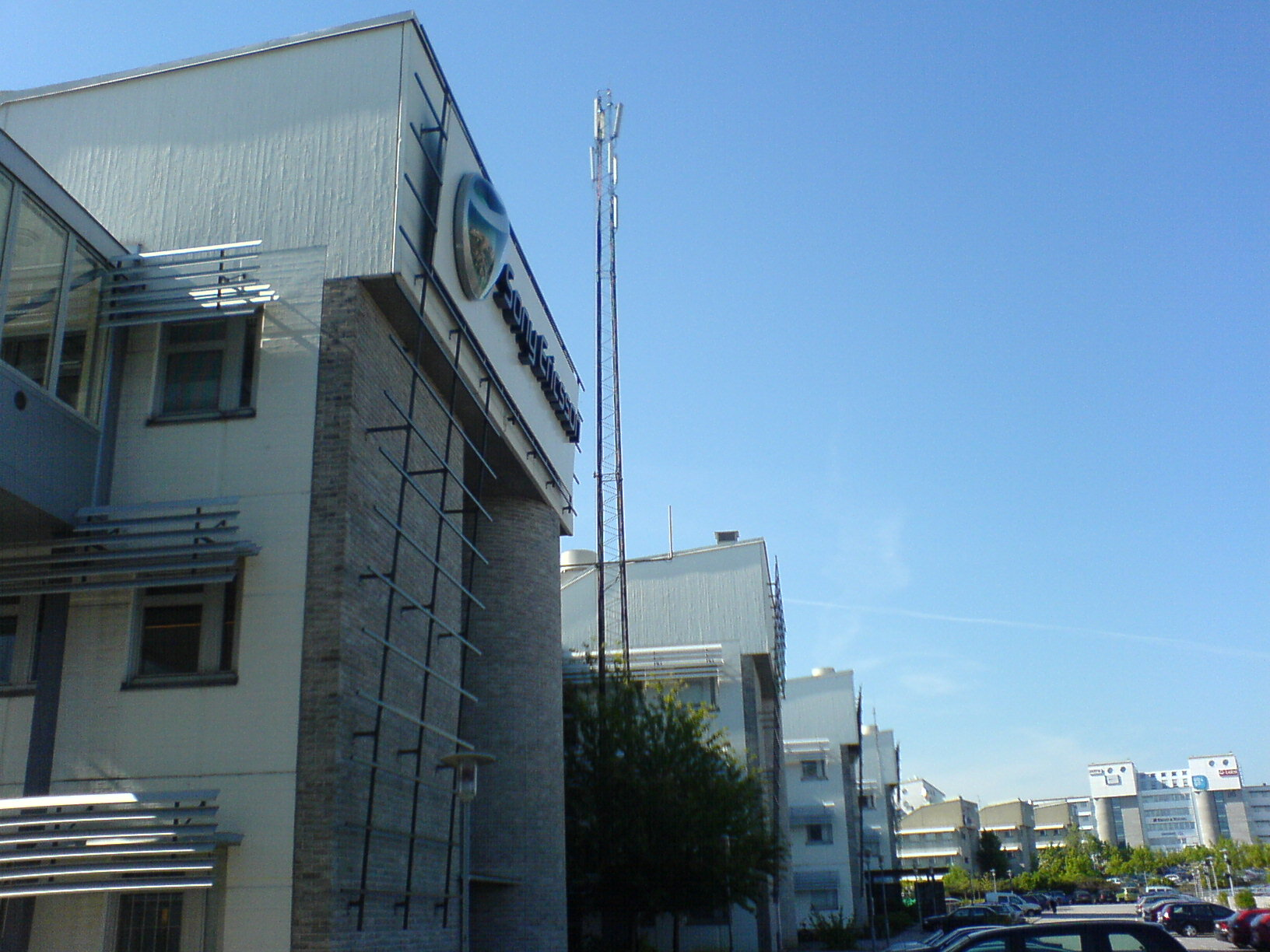
Sony Ericsson à Lund

Outre ces entreprises fondées à Lund, plusieurs autres entreprises ont décidé d'installer à Lund leur centre de développement, voire le siège social, pour profiter du climat d'innovation de la ville. C'est en particulier le cas de Sony Ericsson et ST-Ericsson. C'est dans ce centre que fut par exemple créé en 1998 la technologie Bluetooth (nommée d'après le roi Harald Ier de Danemark), en partie due à un ancien étudiant de la faculté d'ingénierie de l'université de Lund. Ce fut aussi le cas de la compagnie pharmaceutique AstraZeneca, présente à Lund depuis les années 1960. Cependant, l'entreprise décida de déplacer en 2010-2011 le centre de recherche de Lund vers Mölndal. Enfin, citons l'entreprise Alfa Laval, qui déplaça sa section échangeur de chaleur et son siège social à Lund en 1939.
Afin de faciliter la création et le développement d'industries technologiques, et de favoriser les échanges avec l'université, fut créée, en 1983, par le comté de Scanie, la commune de Lund et l'université de Lund la technopole Ideon, devenant ainsi la première technopole de Suède. Initialement, la technolopole s'est constituée autour de 5 entreprises, dont Ericsson, mais maintenant, et malgré le départ d'Ericsson, il y en a 260, qui emploient en tout 2 500 personnes. Les principales technologies représentées à Ideon sont les biotechnologies et technologies de l'information et de la communication.

### Emplois
La vie économique de Lund est principalement dominée par la santé, l'enseignement et la recherche. Ainsi, les principaux employeurs de la commune de Lund sont le comté (« Region Skåne », responsable du système de santé), la commune (responsable en particulier de l'enseignement, excepté l'enseignement supérieur) et l'université, avec respectivement 9300, 8800 et 6200 employés en 2008. En ce qui concerne les entreprises privées, les entreprises citées précédemment dominent le paysage, avec en particulier Tetra Pak, employant 3 500 personnes, Sony Ericsson et ST Ericsson, employant respectivement 3 000 et 1 400 personnes, Alfa Laval avec 1 180 employés et Gambro avec 900 employés. AstraZeneca, qui n'avait pas encore fermé en 2008, comptait alors 950 personnes. La manufacture et le commerce, bien que représentant une importante proportion des emplois de Lund, sont peu représentés comparés à la moyenne nationale.
Le taux de chômage de la commune est nettement inférieur à la moyenne du pays, se situant en 2008 à 2,4 %, contre 6,1 % pour le reste du pays. Ce taux est identique chez les 18-24 ans dans la ville.

## Population et société

### Démographie

#### Évolution démographique
En 2010, Lund est la 11e plus grande ville de Suède avec 82 800 habitants, répartis sur 25,75 km2, soit une densité de 3 215 hab/km2, ce qui en fait une des localités les plus densément peuplées de Suède, mais correspond à une faible densité selon les standards français. La ville fait partie de la commune de Lund, comptant, en 2010, 109 147 habitants. La commune est elle-même incluse dans l'entité Grand Malmö (Stor-Malmö), une des trois aires urbaines suédoises, peuplée en 2010 de 647 292 habitants.
Le taux de croissance de la population sur l'ensemble de la commune est de 1,7 % en 2009, principalement dû au solde migratoire de 1 176, contre 640 pour l'accroissement naturel.
| 1570 | 1610  | 1650  | 1690  | 1730  | 1770  | 1810  | 1850  | 1890   | 1930   | 1950   |
| ---- | ----- | ----- | ----- | ----- | ----- | ----- | ----- | ------ | ------ | ------ |
| 817  | 1 145 | 1 535 | 1 251 | 1 530 | 2 078 | 3 100 | 6 709 | 15 023 | 24 520 | 34 039 |

| 1960   | 1965   | 1970   | 1975   | 1980   | 1990   | 1995   | 2000   | 2005   | 2010   | - |
| ------ | ------ | ------ | ------ | ------ | ------ | ------ | ------ | ------ | ------ | - |
| 39 568 | 45 043 | 52 359 | 55 047 | 55 130 | 62 909 | 71 450 | 73 840 | 76 188 | 82 800 | - |

#### Structure de la population
Du fait de la présence de l'université, la ville de Lund possède une population jeune. Par exemple, la moyenne d'âge des hommes était en 2010 de 36,7 ans, ce qui faisait de Lund la cinquième commune la plus jeune de Suède.
| Hommes | Classe d’âge | Femmes |
| ------ | ------------ | ------ |
| 209    | 90 et plus   | 600    |
| 1 332  | 80-89        | 2 235  |
| 2 608  | 70-79        | 3 288  |
| 5 394  | 60-69        | 5 771  |
| 5 996  | 50-59        | 6 467  |
| 6 596  | 40-49        | 6 565  |
| 7 698  | 30-39        | 7 116  |
| 12 362 | 20-29        | 11 273 |
| 6 011  | 10-19        | 5 690  |
| 6 195  | 0-9          | 5 741  |

En 2007, près de 8 % de la ville de Lund est de nationalité étrangère, à comparer à la moyenne nationale de 5,4 %. La plupart sont européens, en particulier d'autres pays nordiques, mais les citoyens d'Asie représentent aussi une proportion importante. La répartition dans la ville est assez inhomogène, des quartiers comme Norra Fäladen ou Möllevången ayant une proportion d'étrangers supérieure à 10 %, alors que Järnåkra/Nilstorp a une proportion inférieure à 5 %.

### Enseignement

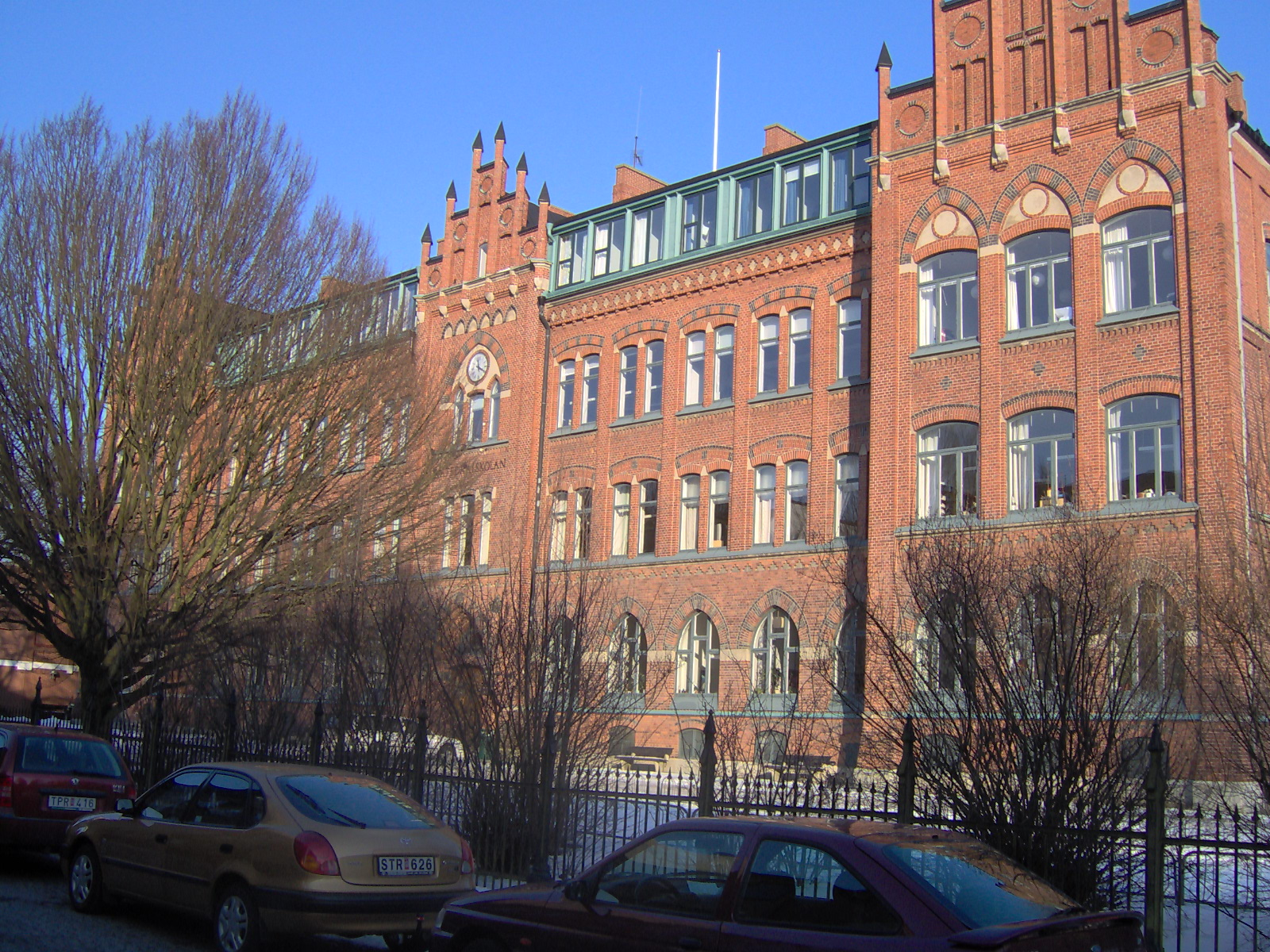
Katedralskolan

Le niveau d'éducation de Lund est l'un des plus élevés de Suède, avec, en 2008, près de la moitié de la population de 25 à 64 ans au moins au niveau Bac+3, contre une moyenne nationale de 22 %.

#### Primaire et secondaire
La ville de Lund compte quatre établissements d'enseignement secondaire (gymnasieskola) communaux et 12 indépendants, qui rassemblent 5 600 élèves, dont 55 % venant des communes voisines. Le plus connu d'entre eux est Katedralskolan, initialement une école cathédrale fondée en 1085, et ainsi plus vieille école de Scandinavie. L'école était initialement située à côté de la cathédrale, mais elle acquérait en 1837 ses propres locaux, incluant le bâtiment Karl XII-huset (construit au XVIe siècle, lieu de résidence du roi Charles XII de Suède entre 1716 et 1718), considéré comme l'un des plus prestigieux bâtiment de Lund à cette époque.

#### Enseignement supérieur
L'enseignement supérieur à Lund est assuré par l'université de Lund et ses différentes sous-organisations, telles que Lunds Tekniska Högskola. L'université tient une place prépondérante dans la ville. Environ 46 000 étudiants étudient à l'université, même si une partie est située dans les campus d'Helsingborg et de Malmö. L'université est la deuxième plus ancienne de Suède (après celle d'Uppsala), fondée en 1666 comme moyen de suédifier la Scanie, anciennement danoise. De nos jours, c'est encore une des plus prestigieuses universités de Suède, classée parmi les 100 meilleures mondiales par divers classements.

### Santé

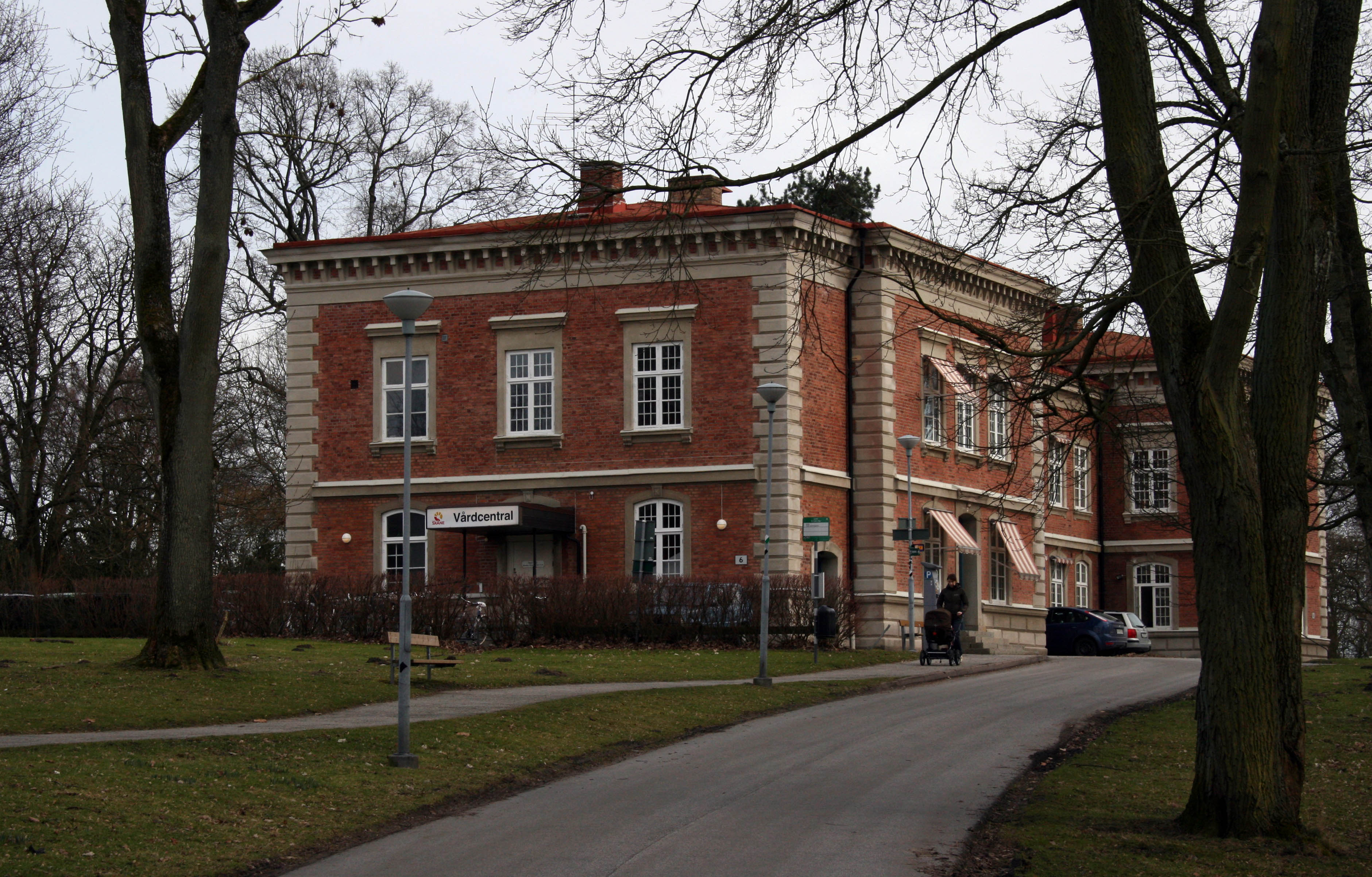
Le vårdcentral St Lars, au sud de Lund

Le système de santé à Lund, comme dans le reste de la Suède, repose principalement sur les vårdcentral, centres de soins locaux, et les hôpitaux pour les plus grosses interventions, en particulier celles qui nécessitent alitement.
L'hôpital universitaire de Lund, fondé en 1768, est l'un des plus anciens hôpitaux de Suède et l'un des plus importants de la Scanie. En 2008, il employait environ 7 700 employés, comptait 980 lits et avait un budget total de 5,9 milliards de couronnes suédoises (soit plus de 600 millions d'euros), dont 15 millions de couronnes consacrées à la recherche. Le bâtiment principal est l'un des plus hauts de Lund, avec 12 étages.
L'hôpital fut le pionnier dans l'utilisation de l'échographie, lorsqu'en 1953, Inge Edler, au département de cardiologie, et Carl Hellmuth Hertz, fils du prix nobel Gustav Ludwig Hertz, étudiant en physique nucléaire à l'université de Lund, effectuèrent la première échographie du cœur.

## Urbanisme

### Morphologie urbaine

#### Quartiers

Quartiers de Lund

Lund est divisée administrativement en 14 quartiers. La population indiquée est celle à la date du 31 décembre 2008:
- Centrala staden (13 782 hab.) : ce quartier correspond essentiellement à la ville délimitée par l'ancien mur (indiqué en pointillés sur la carte). C'est encore le quartier le plus peuplé de la ville.
- Möllevången (2 208 hab.)
- Norra Fäladen (11 927 hab.)
- Tuna (3 945 hab.)
- Östra Torn/Mårtens Fälad (9 121 hab.)
- Linero (5 792 hab.)
- Järnåkra/Nilstorp (5 726 hab.)
- Klostergården (5 245 hab.)
- Väster (10 652 hab.)
- Värpinge (2 136 hab.)
- Kobjer (1 711 hab.)
- Gunnesbo (3 812 hab.)
- Nöbbelöv (3 514 hab.)
- Vallkärratorn/Stångby (1 407 hab.)
- Torns glesbygd (1 411 hab.)

#### Espaces verts

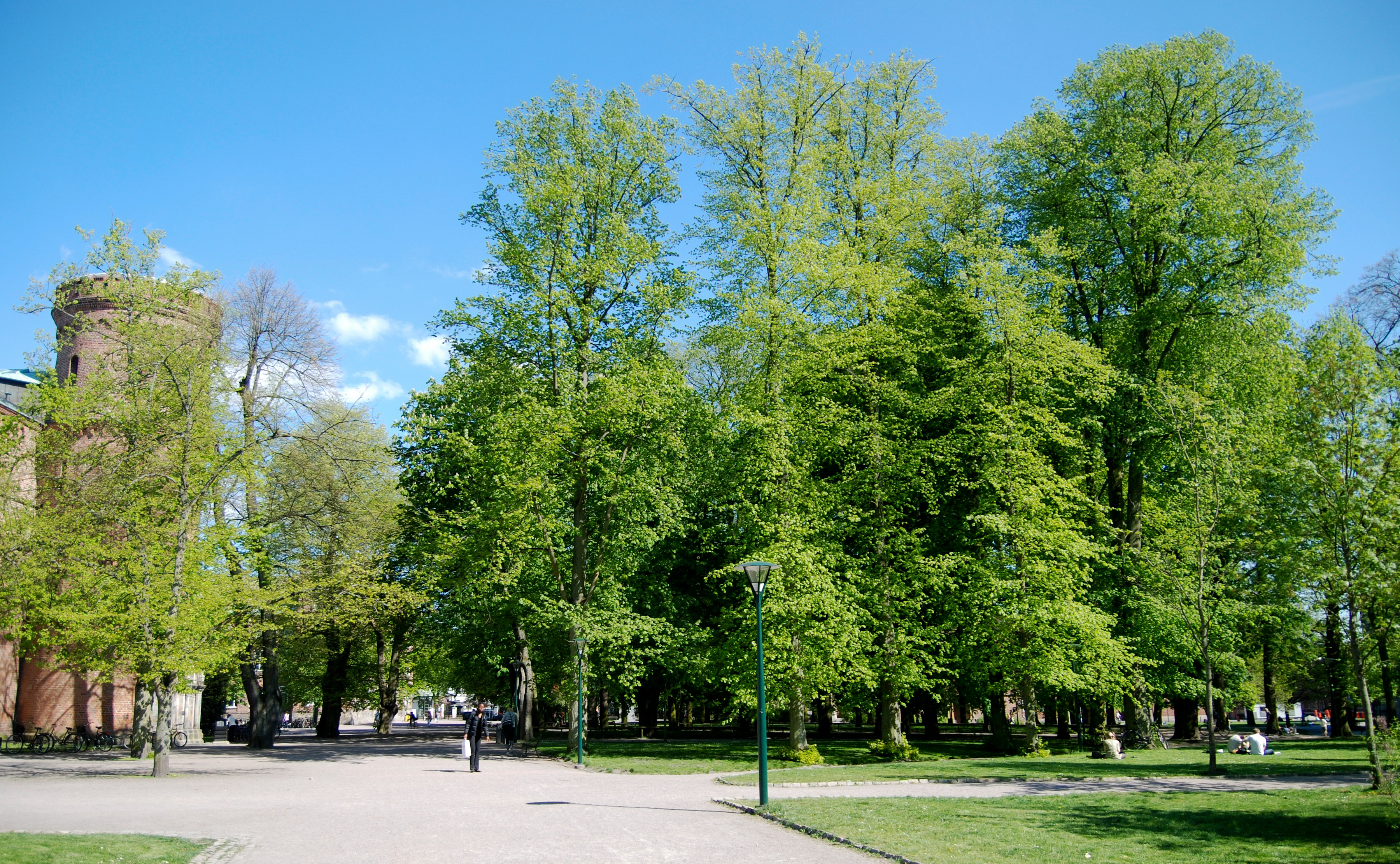
Lundagård, avec Kungshuset à gauche

Le plus ancien parc de la ville est Lundagård, situé en plein centre-ville, près de la cathédrale de Lund. Il a pour origine un jardin géré par les évêques de Lund au Moyen Âge, mais qui fut transféré à la couronne lors de la réforme, qui y construit alors Kungshuset (la maison du roi). Ce bâtiment devint ensuite le bâtiment principal de l'université de Lund. Le jardin tel qu'il apparaît actuellement est principalement dû aux travaux de Carl Hårleman entre 1730 et 1749.
Un grand nombre de parcs de la ville datent du XIXe siècle. En effet, historiquement, la ville avait un caractère de village rural, avec beaucoup de jardins, mais, au cours du XVIIIe siècle, la densité de la ville s'est fortement accrue et les jardins furent rapidement remplacés par des bâtiments résidentiels et industriels. En réaction à ceci, durant le siècle suivant, les parcs et espaces verts passent au centre de la politique d'urbanisme de la ville. C'est à cette époque que le mur d'enceinte qui entourait jusque-là Lundagård fut abattu, et, lorsque le mur qui entourait alors la ville fut presque intégralement abattu pour permettre l'extension de la ville, il est remplacé par des grands boulevards bordés d'arbres et les nouveaux quartiers font la part belle aux parcs. Le parc de la ville (Stadsparken) fut établi par la société du parc (Parkbolaget) en 1860, au sud-ouest de la ville, traversé par une des seules parties encore debout de l'ancien mur, puis, en 1879, le jardin botanique de Lund fut transféré à l'est de la ville.
Dans la première moitié du XXe siècle, l'accroissement du nombre de parcs suivit la croissance de la ville et les terrains de jeux firent leur apparition. Après la Seconde Guerre mondiale, en particulier avec le programme million, la distinction entre zone bâtie et parcs devint plus floue, des espaces verts s'intercalant entre chaque immeuble. Quelques grands parcs firent cependant leur apparition, dont spécialement Sankt Hans backar (les collines de Sankt Hans), au nord de la ville.

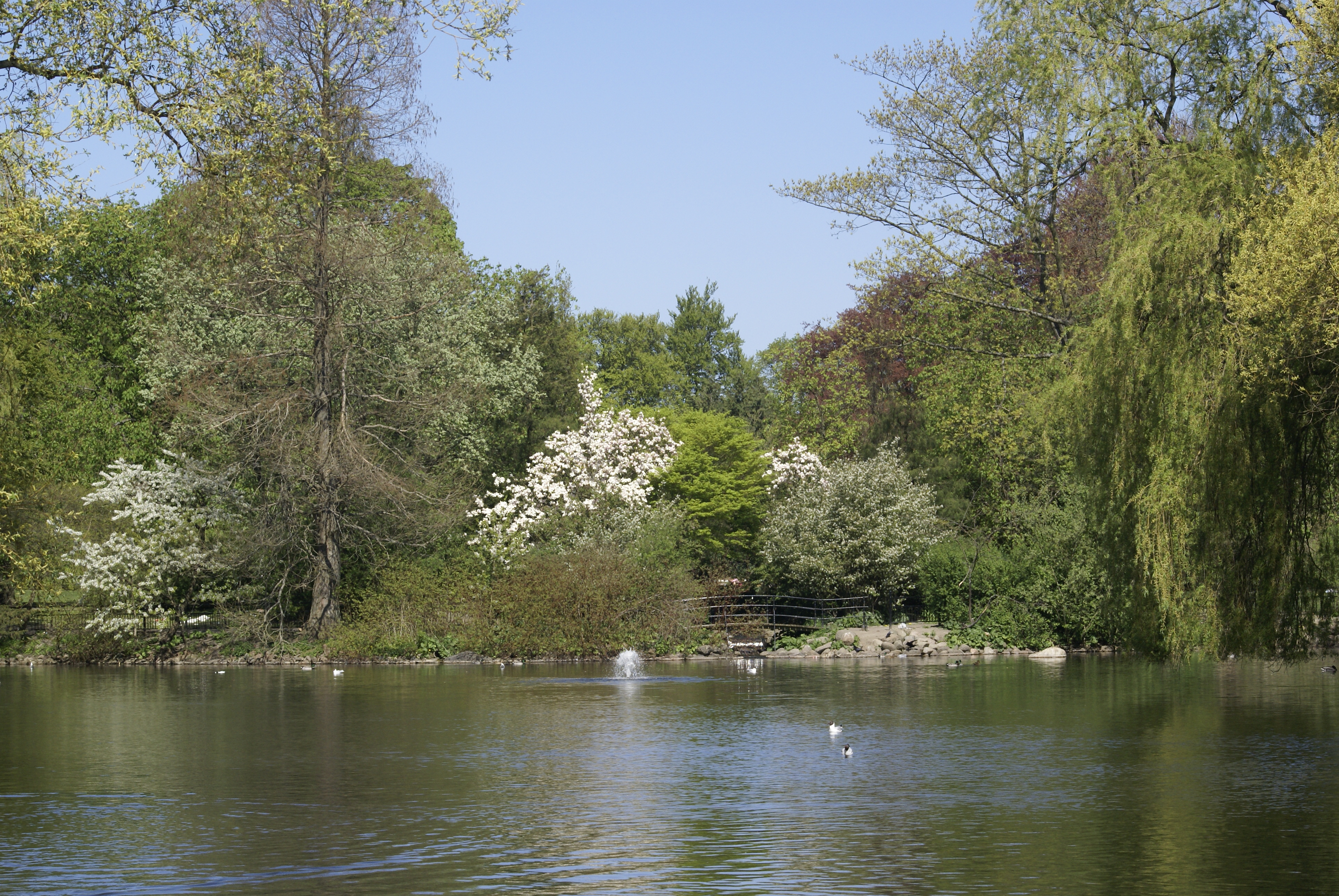
Plan d'eau dans Stadsparken
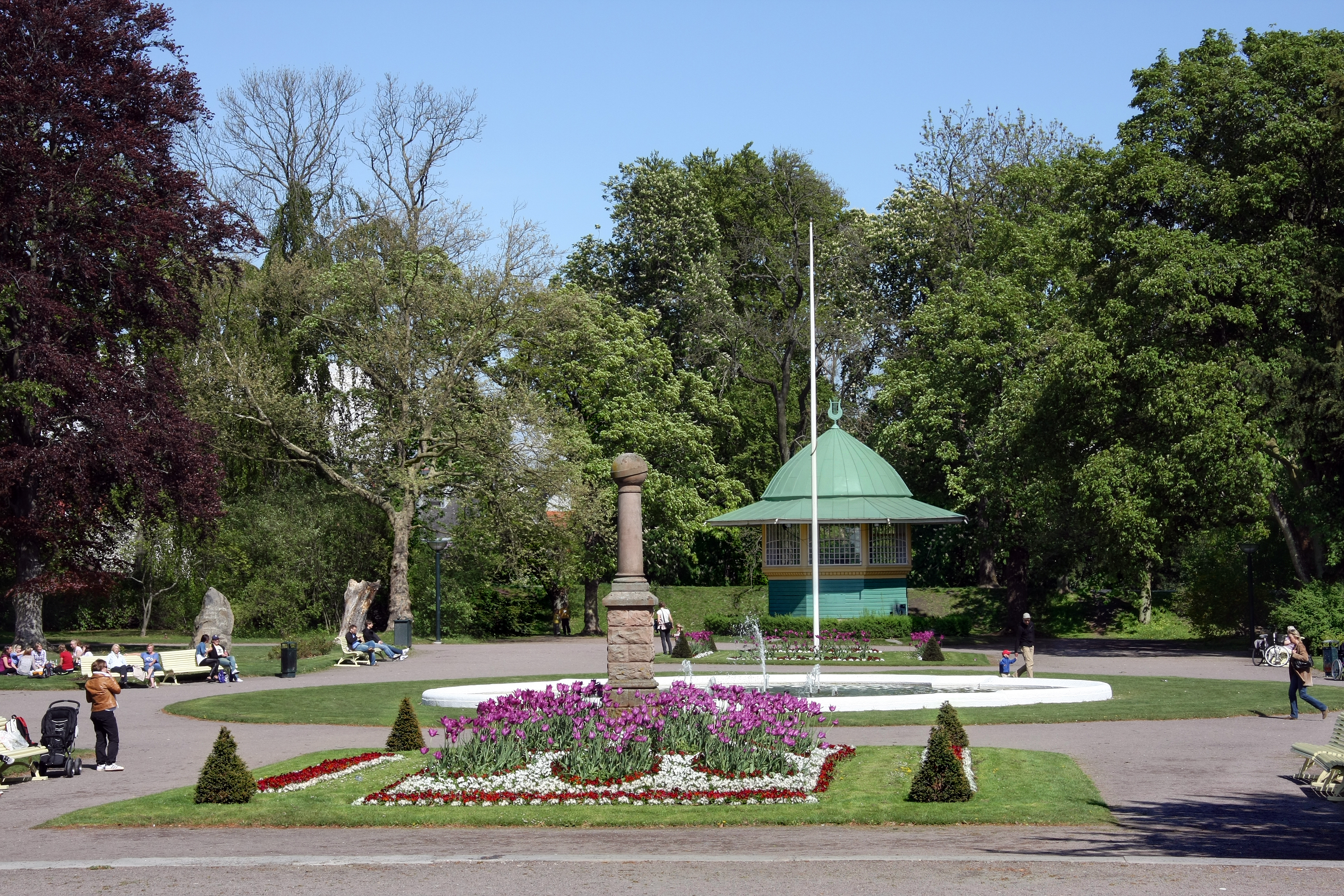
Stadsparken

### Projets
Le plus important projet de construction dans la ville est appelé Lund North East. Il s'agit d'un important projet d'aménagement de 100 hectares dans la zone autour de Brunnshög, au nord-est de Lund. Le quartier se développera autour de la future ESS (source européenne de spallation) et du synchrotron MAX-lab IV, qui constitueront les plus importants instruments de recherche de Suède. Le projet prévoit la construction progressive de 3 000 logements et de plusieurs entreprises et organisations permettant d'employer plus de 20 000 personnes d'ici à 2025.

## Transports

### Transport urbain

#### Réseau routier

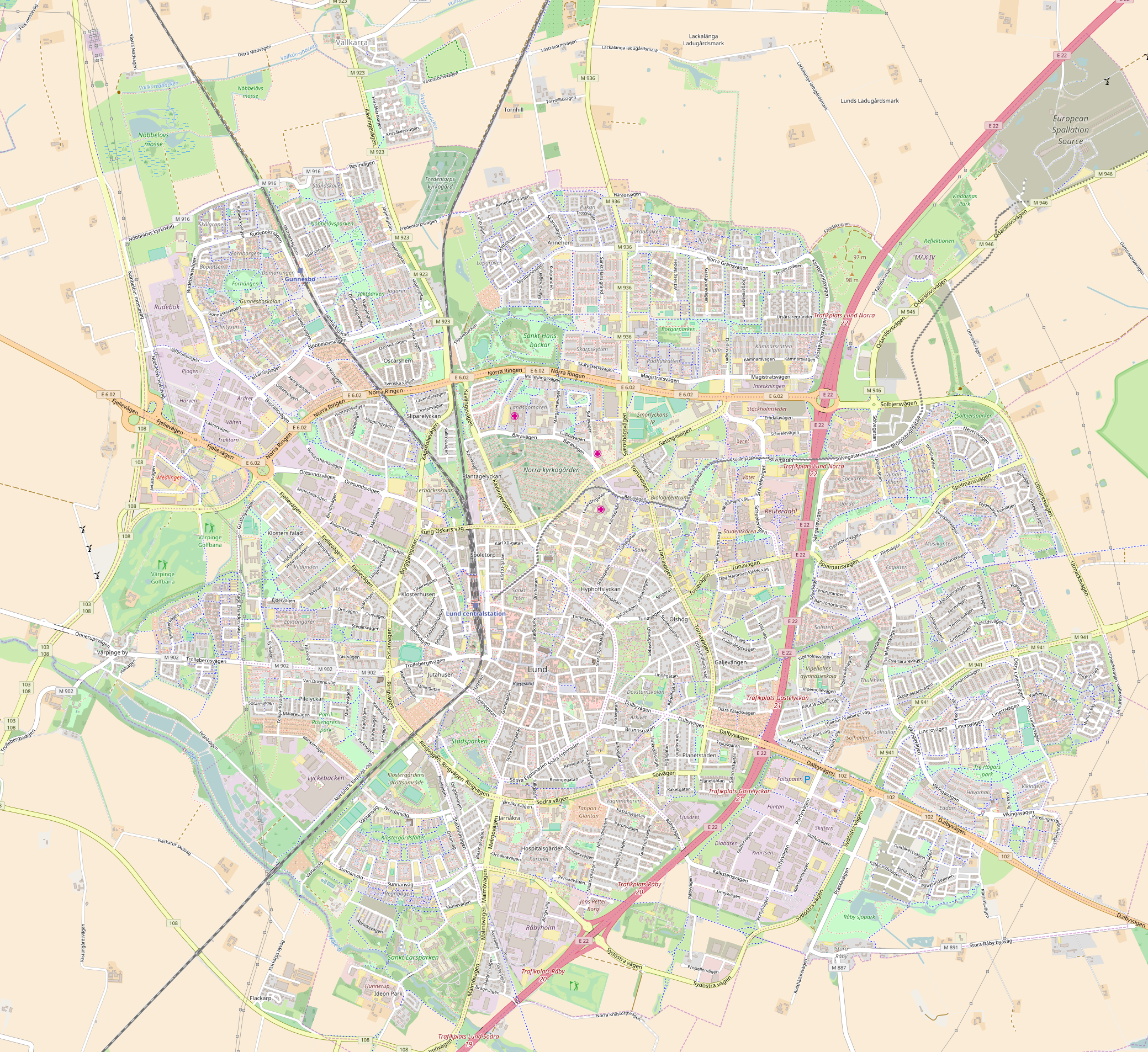
Carte de Lund, on distingue nettement que les principales voies entourent le centre de la ville sans le franchir

Le réseau routier au sein de la ville reflète les changements au cours du temps des idées d'urbanisation, ainsi que le fait que peu de travaux ont abouti comme ils étaient prévus.
Il y eut assez peu de modifications du réseau routier dans la vieille ville, les principaux développements se faisant en périphérie. Un des rares exemples d'une « percée de la rue » fut la rue Kyrkogatan, près de la cathédrale, en 1702. Avant la création de la rue, le trafic nord-sud était détourné à l'ouest. Le gouvernement suédois voulait une ville avec un réseau en grille régulière, mais ces plans n'ont jamais été réalisés à part cette unique rue et Lund conserva son agencement médiéval. Ainsi, traverser la ville dans le sens nord-sud devint bien plus facile que dans le sens est-ouest.
Pour faire face à l'augmentation de trafic fut construite, en 1934, au sud de la ville, la double-voie Södra Ringen. Avec l'expansion de la ville, cette route fait maintenant partie de la ville, mais, initialement, elle était au-delà de ses frontières. De même, lorsque la route Autostradan (devenue par la suite la E22) fut construite, elle se situait en dehors de la ville et ne fut absorbée que par la suite. La construction continua à l'extérieur de la ville avec la Norra Ringen, au nord de la ville, mais les écologistes s'opposèrent à une extension à l'est.
Durant les années 1960, il fut proposé de créer une route importante traversant le centre ville dans le sens est-ouest (nommé Genombrottet). Mais le plan fut finalement refusé et le mouvement fut même inverse, le réseau de rues de la ville devenant protégé. De nombreuses rues du centre-ville furent alors interdites au trafic. Ainsi, en 1971, Stora Södergatan fut fermé aux voitures, et, en 1985, une nouvelle étude conduit à la fermeture de plusieurs autres rues. Le principal problème de circulation au centre-ville se situe sur la rue Bangatan, qui longe la gare, où les nombreux taxis et autobus se mêlent aux voitures dans de longs embouteillages. La création dans les années 1990 de la Västra Stationtorget, à l'ouest de la gare, ne produit pas le désengorgement espéré.

#### Vélo
Le vélo est l'un des moyens de transport les plus importants de Lund. Environ 22 000 cyclistes traversent chaque jour le centre-ville et 45 % de la population utilise le vélo pour se rendre à son travail. Ainsi, en dix ans, il n'y a pas eu d'augmentation de trafic automobile.
Le nombre important d'étudiants est une des raisons de cet engouement, mais pas seulement. Depuis les années 1960, la politique des transports à Lund a changé, privilégiant largement le vélo à la voiture. Par exemple, entre 1998 et 2010, la commune a investi 80 millions de couronnes (soit environ 9 millions d'euros) pour favoriser le transport à vélo, que cela soit la création de nouvelles pistes cyclables, l'amélioration des pistes existantes, la création de parkings à vélos... Ainsi, la ville comptait en 2009 160 km de pistes cyclables et 5 000 places de parking à vélo, dont un parking surveillé (Lundahoj) près de la gare depuis 1996.

#### Bus

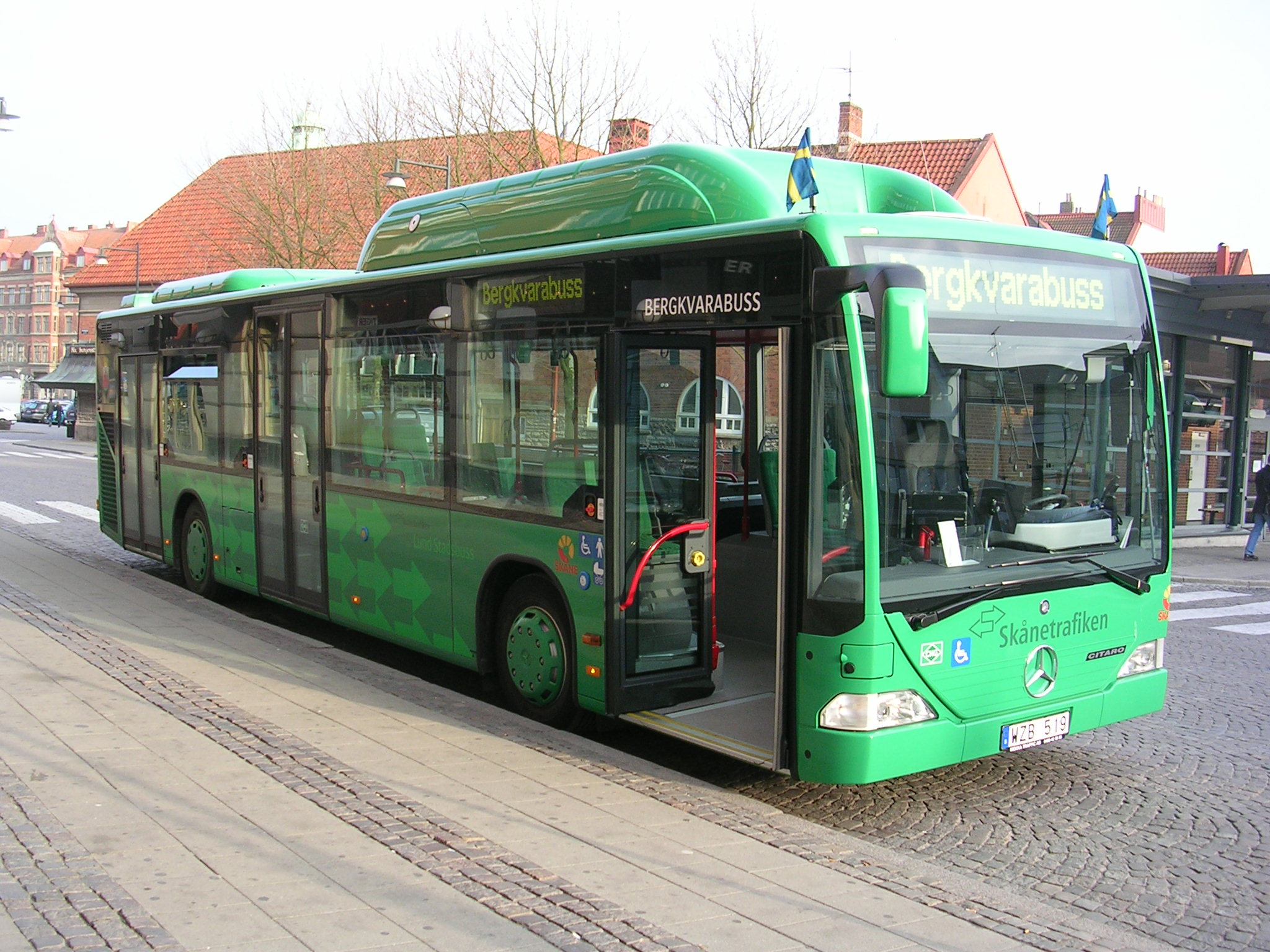
Un bus près de Botulfplatsen à Lund

Contrairement à la plupart des autres villes de Suède, la ville de Lund est gestionnaire de son système de bus et peut choisir quelle entreprise va exploiter ses lignes.
Lund reçut ses premiers bus en 1927, construits par Tidaholms Bruk et gérés par l'entreprise Stadsomnibussarna i Lund. Il n'y avait alors qu'une seule ligne. En 1933, Stadsomnibussarna i Lund fait faillite et le trafic est repris par Andersson och Mårtensson. En 1939, trois lignes sont exploitées dans la ville. En 1940, du fait du rationnement pendant la Seconde Guerre mondiale, seul un bus circule dans Lund. En 1941, le réseau est acheté par AB Linjebuss. Le trafic reprit en 1946, avec deux nouvelles lignes, et, pour la première fois, des numéros de bus. En 1950, les bus prennent leur couleur bleue, qu'ils garderont jusqu'aux années 1990.
Dans les années 1960, le réseau s'étend pour faire face à l'extension de la ville. En 1967, avec le changement de sens de conduite en Suède, l'arrêt central de Lund passe de Stortorget (la grande place) à Botulfsplatsen. En 1987, deux bus de nuit sont mis en place. Devant leur succès, d'autres sont créés. Ces lignes sont remplacées en 2003 par de simples extensions des horaires des lignes de jour. En 1994, Swebus prend en charge le trafic, puis, en 1998, c'est de nouveau Linjebuss, qui appartient maintenant à Veolia Transport, et, en 1999, ce fut le tour d'Arriva. Avec l'arrivée d'Arriva, les bus furent remplacés par des bus au gaz naturel. En 2003 fut ouverte la ligne Lundalänken, entre la gare centrale de Lund, l'hôpital universitaire de Lund, LTH, Ideon et Brunnshög (où se situent les bureaux de recherche et développement de Sony Ericsson).
En 2005, les principales lignes furent prises en charge par Bergkvarabuss. Dans le même temps, la coopération avec le réseau régional Skånetrafiken fut renforcée, amenant à l'achat de Mercedes-Benz Citaro, mieux adapté aux personnes handicapées et de couleur verte, comme dans les autres villes de Scanie, et le changement du nom du réseau en Lund Stadsbuss, similaire aux noms des autres réseaux urbains de Scanie. Enfin, le système de tickets fut uniformisé avec le reste de la région.
De nos jours, il y a environ 400 arrêts à Lund, les plus importants en termes de desserte étant Botulfsplatsen, la gare centrale et l'hôpital. Le trafic urbain est pris en charge par les bus verts, assurant 7,1 millions de trajets en 2009. Tous les bus fonctionnent au gaz naturel.

#### Tramway
L'idée d'un tramway à Lund est née en 1905. L'idée initiale était un réseau comprenant trois lignes, totalisant 3,6 km. L'idée fut modifiée pour ne comprendre que 2 lignes, mais pour une longueur cette fois ci de 5,6 km. Cependant, l'idée ne fut jamais mise en place, pour des raisons financières.
Cependant, en 2009, l'idée d'une ligne de tramway a été relancée. Lors de la création de la ligne de bus Lundalänken, reliant la gare centrale aux principaux lieux de travail de Lund (l'hôpital universitaire de Lund, Ideon ...), sa possible future transformation en ligne de tramway fut prise en compte. Depuis, le trafic sur cette ligne a fortement augmenté, et, avec le développement de Lund North East, incluant l'European Spallation Source, il est prévu qu'il augmente encore. Une ligne de tramway fut ainsi construite pour résoudre les problèmes de saturation, qui fut inaugurée le 12 décembre 2020, reliant la Gare Centrale à divers pôles majeurs de la ville sur 5,5 kilomètres, et qui dessert 9 stations. Le tramway de Lund est le premier réseau de tramway moderne de Suède.

### Transport extérieur

#### Transport routier
Lund a de tout temps été un point important dans les communications de la région.
La première autoroute de Suède, devenue par la suite la E22, fut construite en 1953, entre Malmö et Lund. Lund est aussi connectée aux routes principales de la région, par exemple à la E6/E20 par la Riksväg 16 et à l'E65 par la Länsväg 108.
Le trafic de bus régional est effectué par les bus jaunes, assurant dans les environs de Lund 7,5 millions de trajet en 2009. Les trains, les bus régionaux et les bus urbains utilisent le même système de tarification par zone et il n'est ainsi pas nécessaire de changer de ticket entre les différents modes de transport en Scanie et même au Danemark avec les Øresundståg (trains de l'Øresund).

#### Chemins de fer

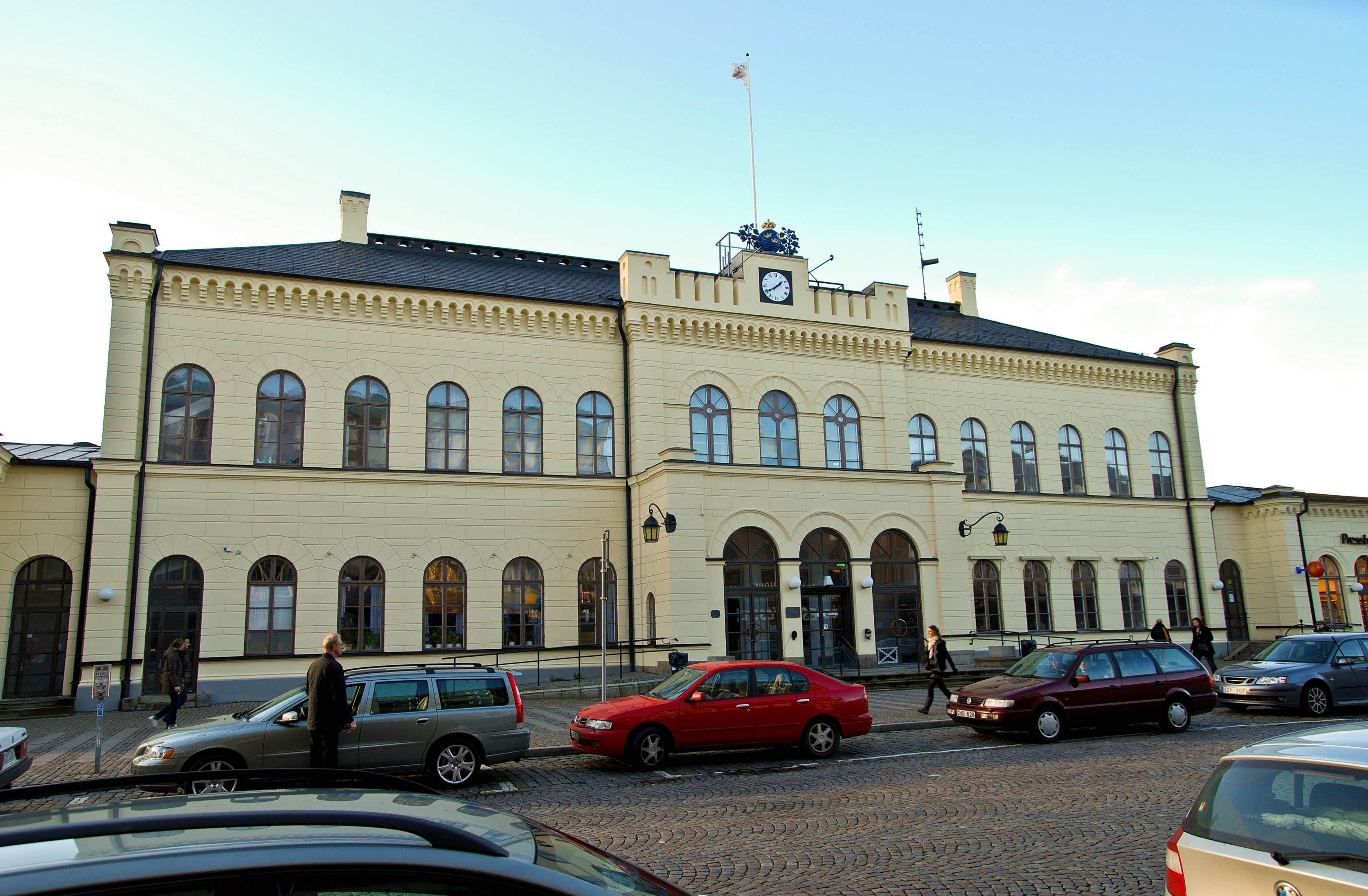
La gare centrale de Lund

Le chemin de fer entre Malmö et Lund, premier chemin de fer en Suède, a été inauguré le 1er décembre 1856 et prolongé ensuite pour devenir la Södra stambanan (Malmö-Stockholm). D'autres lignes se sont ensuite développées : Lund-Staffanstorp-Klågerup-Svedala-Trelleborg en 1875, Lund-Kävlinge en 1886, qui s'est étendue par la suite pour devenir la Västkustbanan (Lund-Göteborg), Lund-Bjärred en 1901 et Lund-Södra Sandby-Revingeby-Harlösa en 1906.
De nos jours, plusieurs de ces lignes sont fermées. La ligne Lund-Harlösa fut arrêtée en 1964 et les voies furent retirées. La section Lund-Södra Sandby est maintenant reconvertie en piste cyclable. La ligne Lund-Kävlinge, fréquemment utilisée par les étudiants pour aller se baigner, fut fermée en 1939. Enfin, la ligne Lund-Trelleborg fut fermée en 1965, mais est toujours utilisée par Tetra Pak pour le transport de marchandises.
Malgré ces fermetures, Lund reste un nœud ferroviaire. En effet, c'est au niveau de Lund que les deux grandes lignes Västkustbanan et Södra stambanan se séparent, ce qui signifie que l'on peut rejoindre les trois plus grandes villes de Suède sans correspondances. De plus, depuis l'ouverture de l'Øresundsbron, les trains Øresundståg relient les principales villes de Scanie, incluant Lund, à Copenhague.
La gare principale de Lund est située dans le centre de la ville et voit transiter chaque jour 25 000 personnes, soit l'équivalent du tiers de la population de la ville. Il y avait trois autres gares dans la ville : Lunds västra, Lunds östra et Lunds södra, dont seule la dernière existe toujours, bien qu'elle ne soit plus desservie. Dans le reste de la municipalité se trouvent les gares de Klostergården, Gunnesbo et Stångby, desservies par les trains locaux. Il y avait auparavant aussi une station à Dalby et à Veberöd, toutes deux sur la ligne Malmö-Staffanstorp-Dalby-Veberöd-Sjöbo-Tomelilla-Simrishamn.

#### Aéroports
Jusqu'en 2008, il existait un petit aérodrome, situé à 2,5 km au sud de Lund (Hasslanda Flygfält). Il fut créé en 1964 et était réservé aux avions privés. Une zone industrielle sera créée à la place.
Lund est située à 26 km de l'aéroport de Malmö, principalement utilisé pour les vols intérieurs, mais aussi par certaines compagnies aériennes à bas prix. Cet aéroport figure parmi les cinq plus importants de Suède en termes de trafic, avec 1 527 220 passagers en 2009. Enfin, depuis l'ouverture du pont de l'Öresund, la ville est à moins de une heure de train de l'Aéroport de Copenhague, qui est le plus important aéroport des pays nordiques.

## Culture et patrimoine

### Patrimoine architectural

#### La cathédrale de Lund

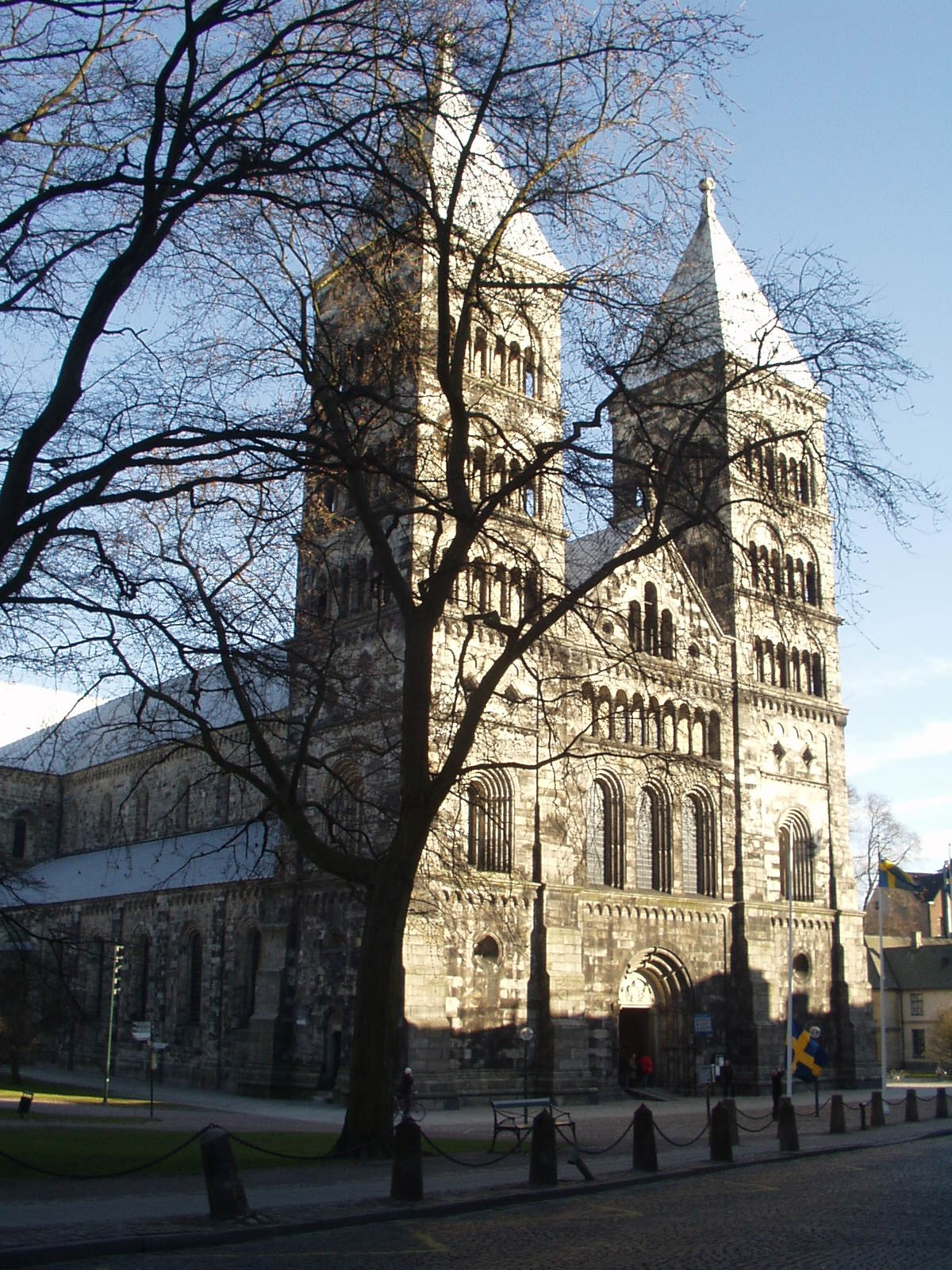
La cathédrale de Lund

Beaucoup d'églises et d'abbayes furent bâties lorsque Lund était le siège de l'archevêché, aux XIIe et XIIIe siècles. Il y eut jusqu'à vingt-sept églises, mais beaucoup d'entre elles furent détruites lorsque la Réforme arriva en Suède en 1536.
La cathédrale de Lund échappa cependant à la destruction, même si certains objets lui furent subtilisés. Bien que sa date de construction ne soit pas connue avec certitude, elle se situe probablement au début du XIIe siècle. Elle fut construite en grès, prélevé dans une carrière située à Höör, à quelques kilomètres de là, selon un style principalement roman lombard et de la région du Rhin. Le maître-autel de la crypte fut consacré en 1123. La cathédrale et le maître-autel furent consacrés à saint Laurent le 1er septembre 1145 par l'archevêque Eskil.
La cathédrale subit plusieurs rénovations importantes, modifiant son aspect. Entre 1510 et 1524, l'artiste allemand Adam van Düren ajouta à l'édifice de nombreuses sculptures en pierre et construisit un sarcophage pour l'archevêque Birger Gunnersen. Mais c'est à la fin du XIXe siècle que la cathédrale prit son aspect actuel, grâce à la rénovation majeure menée par Helgo Zettervall, qui affecta particulièrement la façade ouest, ainsi que les tours qui furent entièrement reconstruites.
L'église contient plusieurs éléments artistiques, dont une grande partie provient du Moyen Âge. Ainsi, dans les années 1370, des stalles gothiques furent installées dans le chœur. En 1398, un retable en bois gothique fut placé dans la chapelle principale. Autour de l'année 1424, une horloge astronomique fut installée dans la nef. La crypte, en grande partie inchangée depuis sa consécration, contient aussi une originalité : deux de ses piliers relatent l'histoire de Finn le géant, fondateur légendaire de la cathédrale.
Avec 700 000 visiteurs en 2008, la cathédrale est la principale attraction touristique de la ville de Lund et l'un des 20 sites les plus visités de Suède.

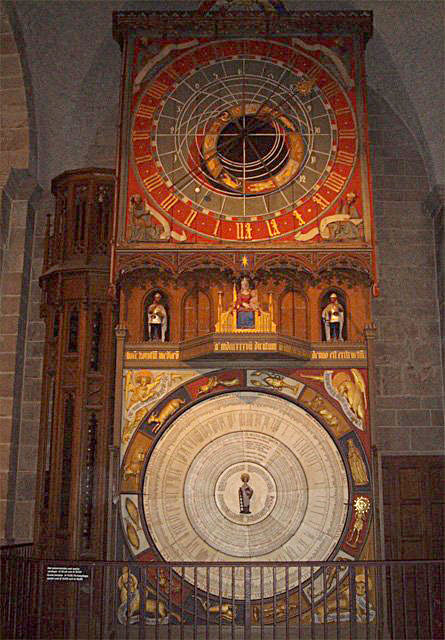
L'horloge astronomique.
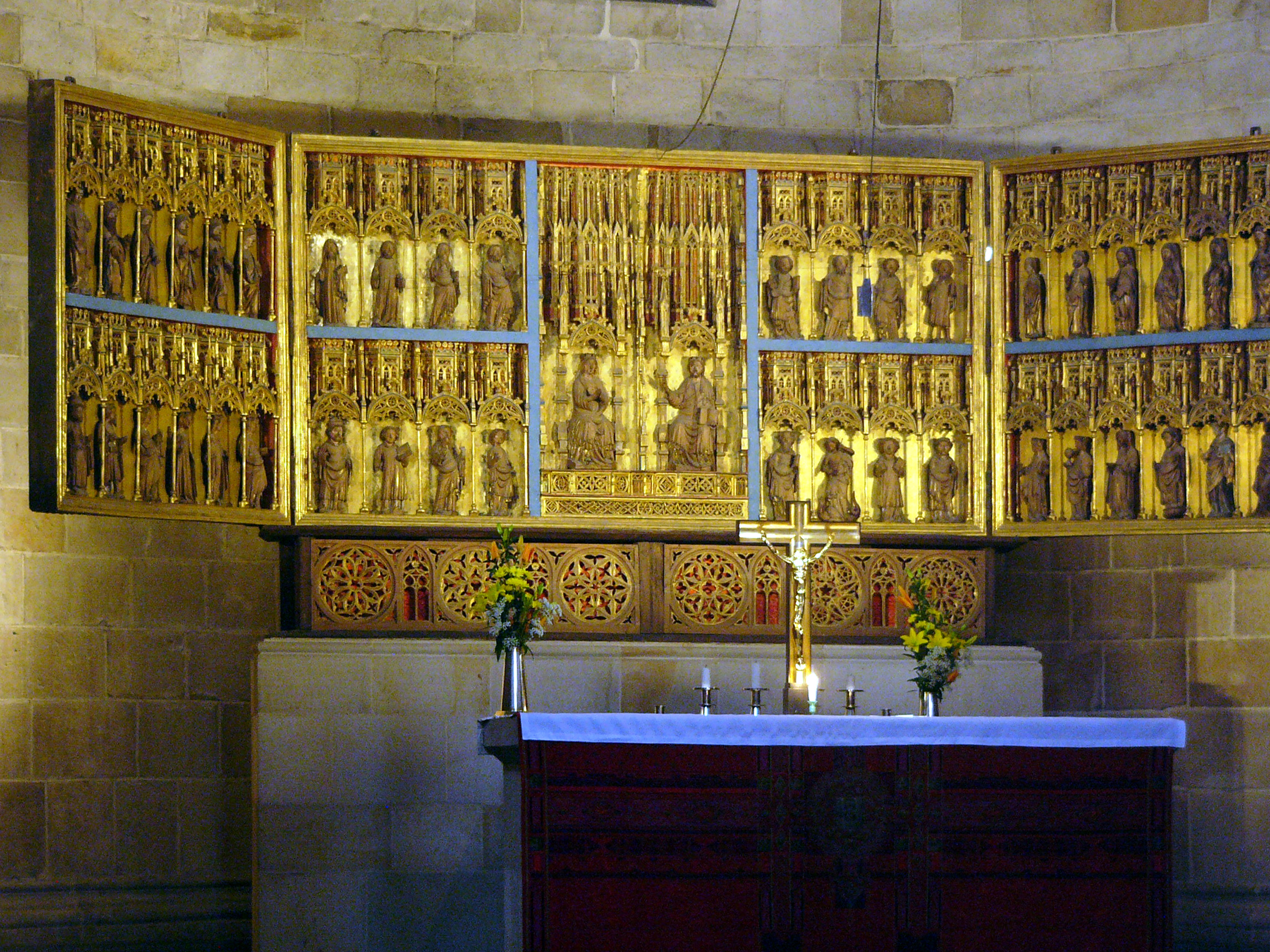
Le retable et l'autel
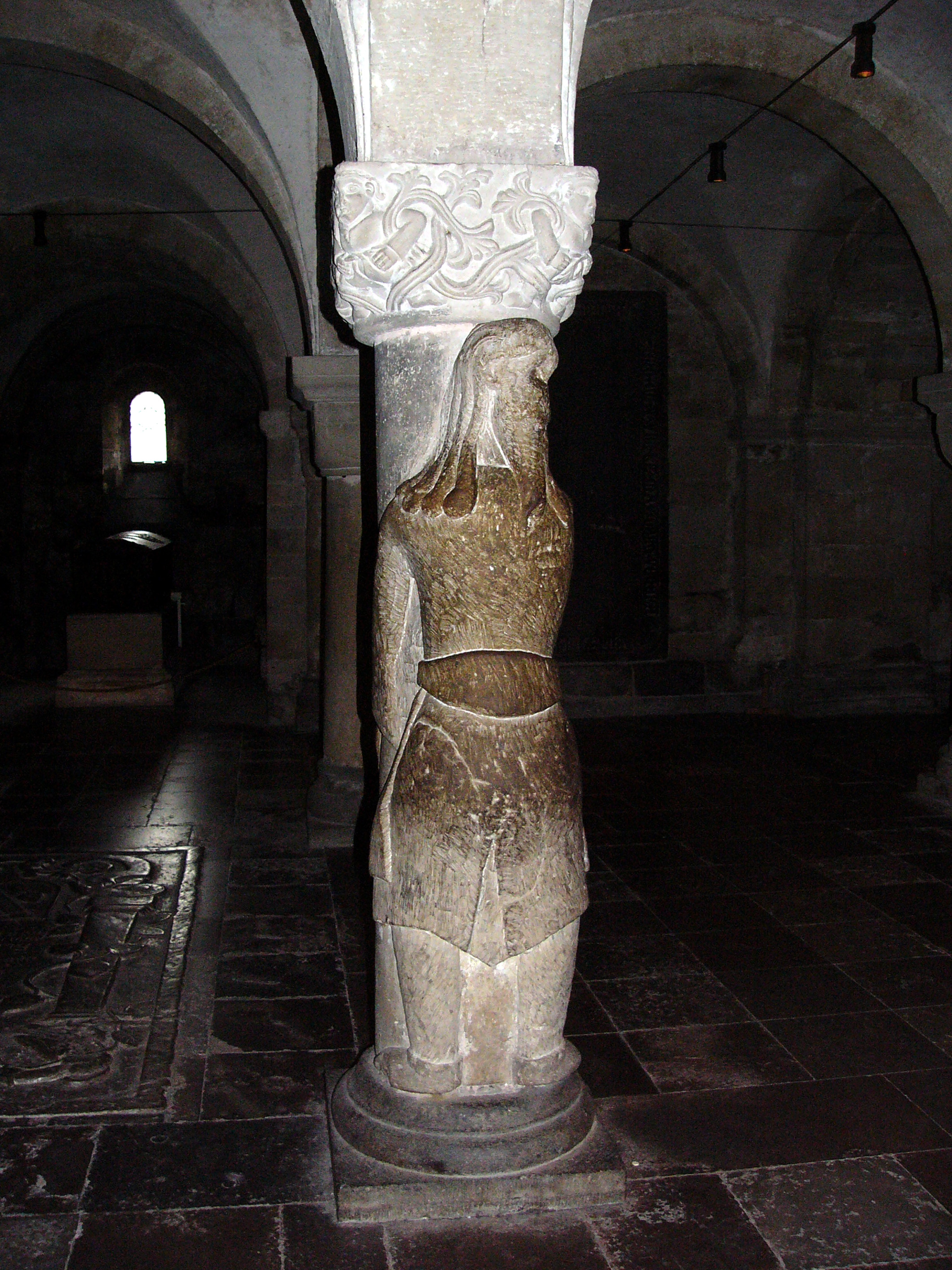
Finn le géant, dans la crypte

#### Moyen Âge
Le caractère médiéval de Lund est facilement repérable à travers les rues et les ruelles de son centre-ville, restées identiques pendant les siècles. Pendant les années 1960, il était prévu de construire une autoroute à travers le centre-ville. En conséquence, en 1958, quelques maisons du centre-ville furent détruites. L'opinion prit toutefois un autre tour quelques années plus tard et, en 1968, une loi fut votée contre ce projet et Lund échappa à la destinée de Klarakvarteren à Stockholm.
Outre la cathédrale de Lund, déjà évoquée, certains bâtiments médiévaux existent encore. Ils se caractérisent par une architecture assez similaire, typique de l'architecture danoise de l'époque. Les principaux exemples sont Sankt Peters Klosters kyrka, une église construite au XIVe siècle, Krognoshuset édifié XIVe siècle, faisant probablement à l'époque partie d'un grand bâtiment dont la cour intérieure comprenait l'intégralité de l'actuelle place Mårtenstorget, Liberiet, construit aux alentours du XVe siècle et ayant abrité pendant une certaine période la bibliothèque universitaire de Lund, et Stäket, datant du XVIe siècle, abritant de nos jours un restaurant.

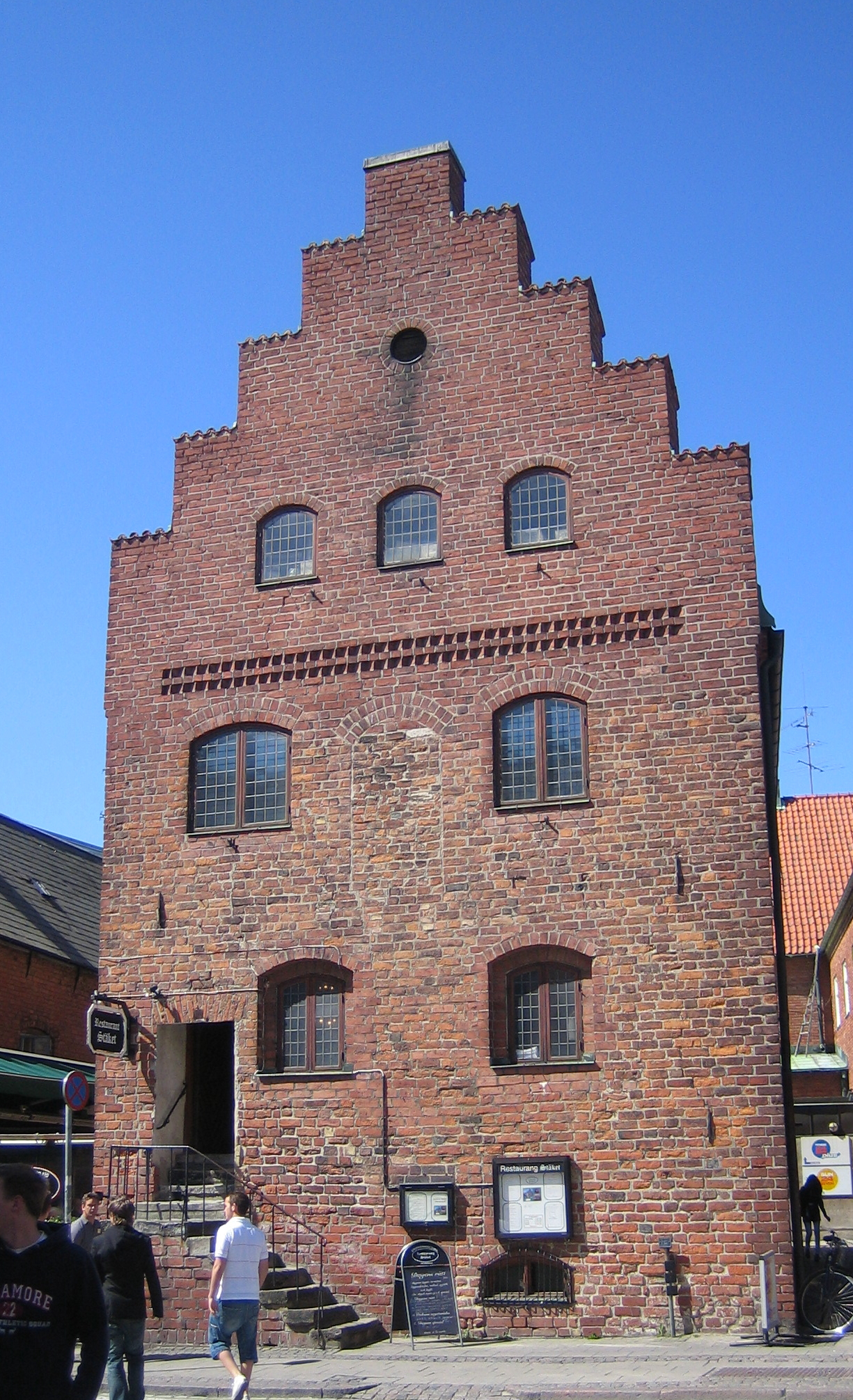
Le restaurant Stäket.
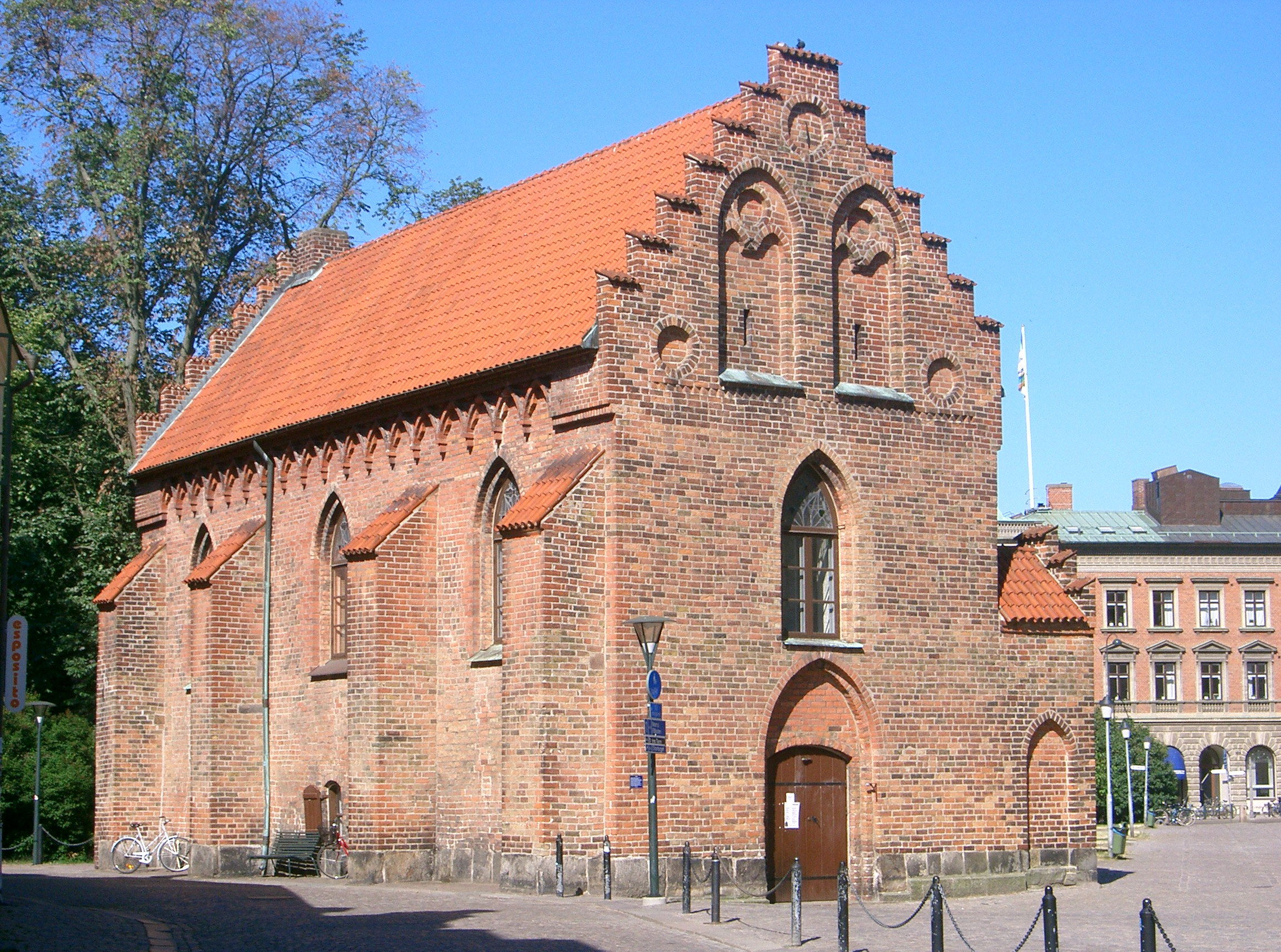
Liberiet
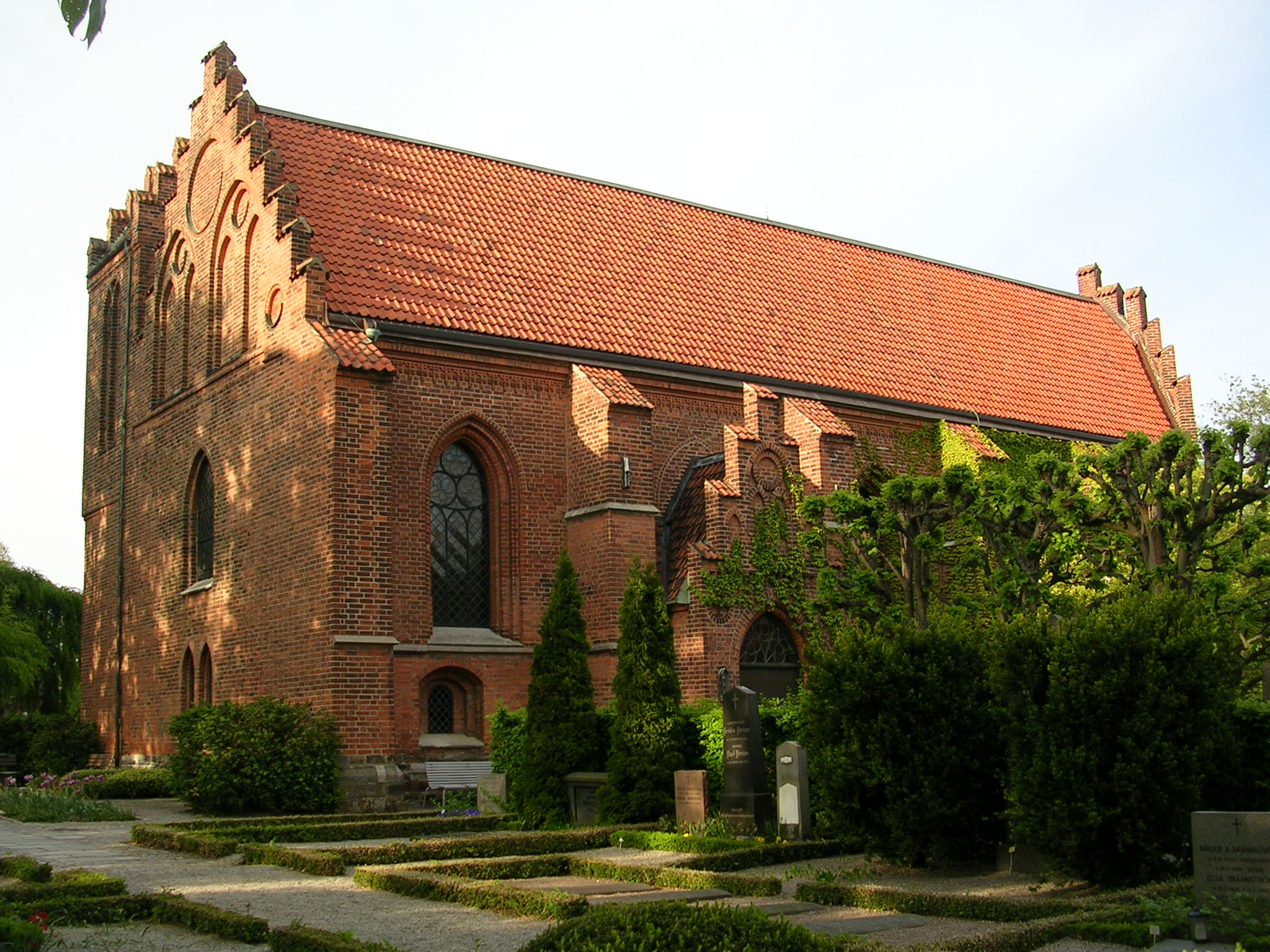
Sankt Peters Klosters kyrka

Les XVIe et XVIIe siècles furent une période de déclin à Lund et peu de bâtiments notables furent construits à cette époque. On peut cependant citer Kungshuset à Lundagård, construit pour le roi Frédéric II de Danemark entre 1578 et 1584 et le bâtiment Charles XII de Katedralskolan. Certaines maisons à colombages furent aussi construites à cette époque, dont Wickmanska gården, ravagée par un incendie en 2002, mais reconstruite dans le même style, est l'une des plus connues.

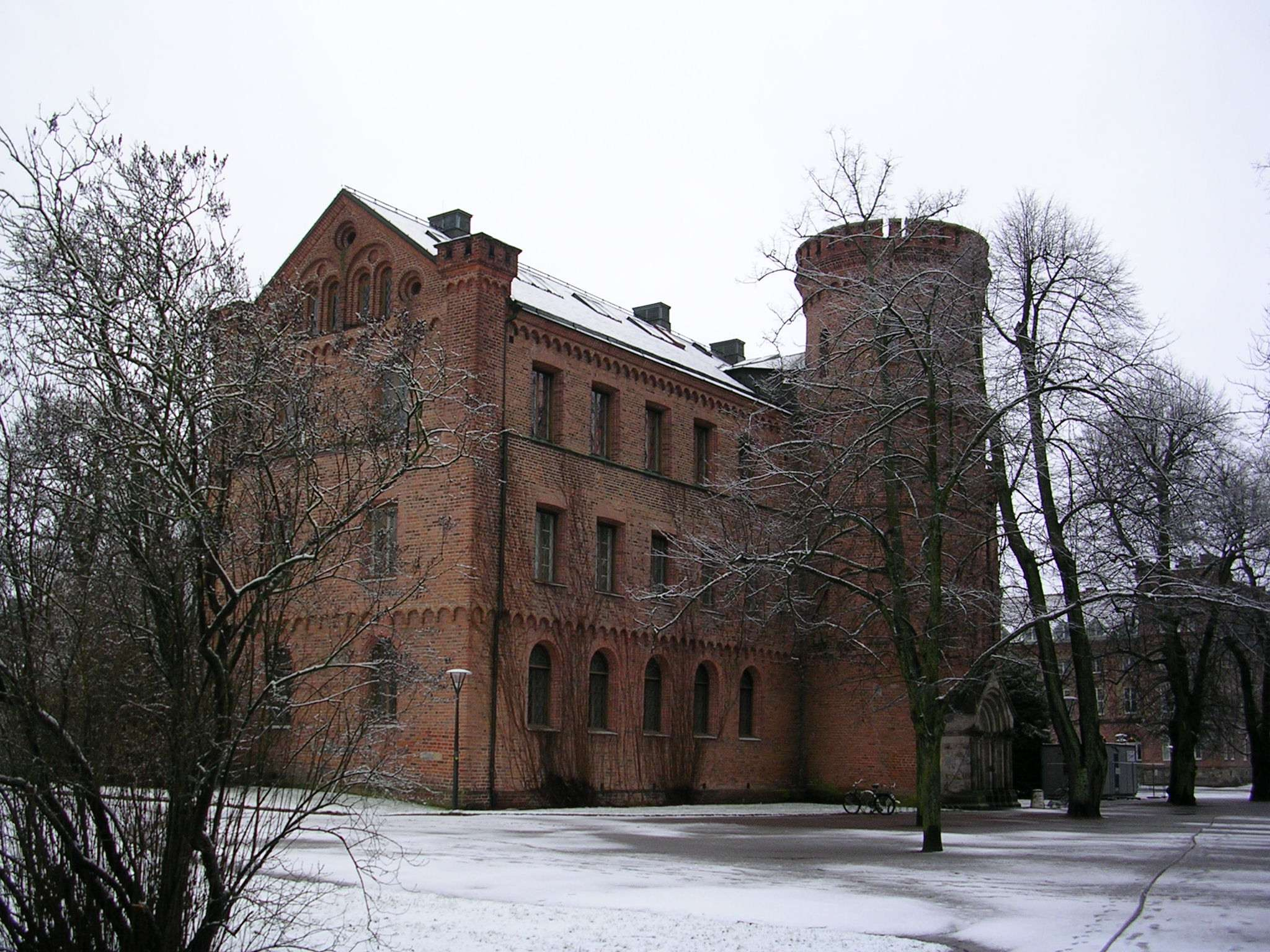
Kungshuset.
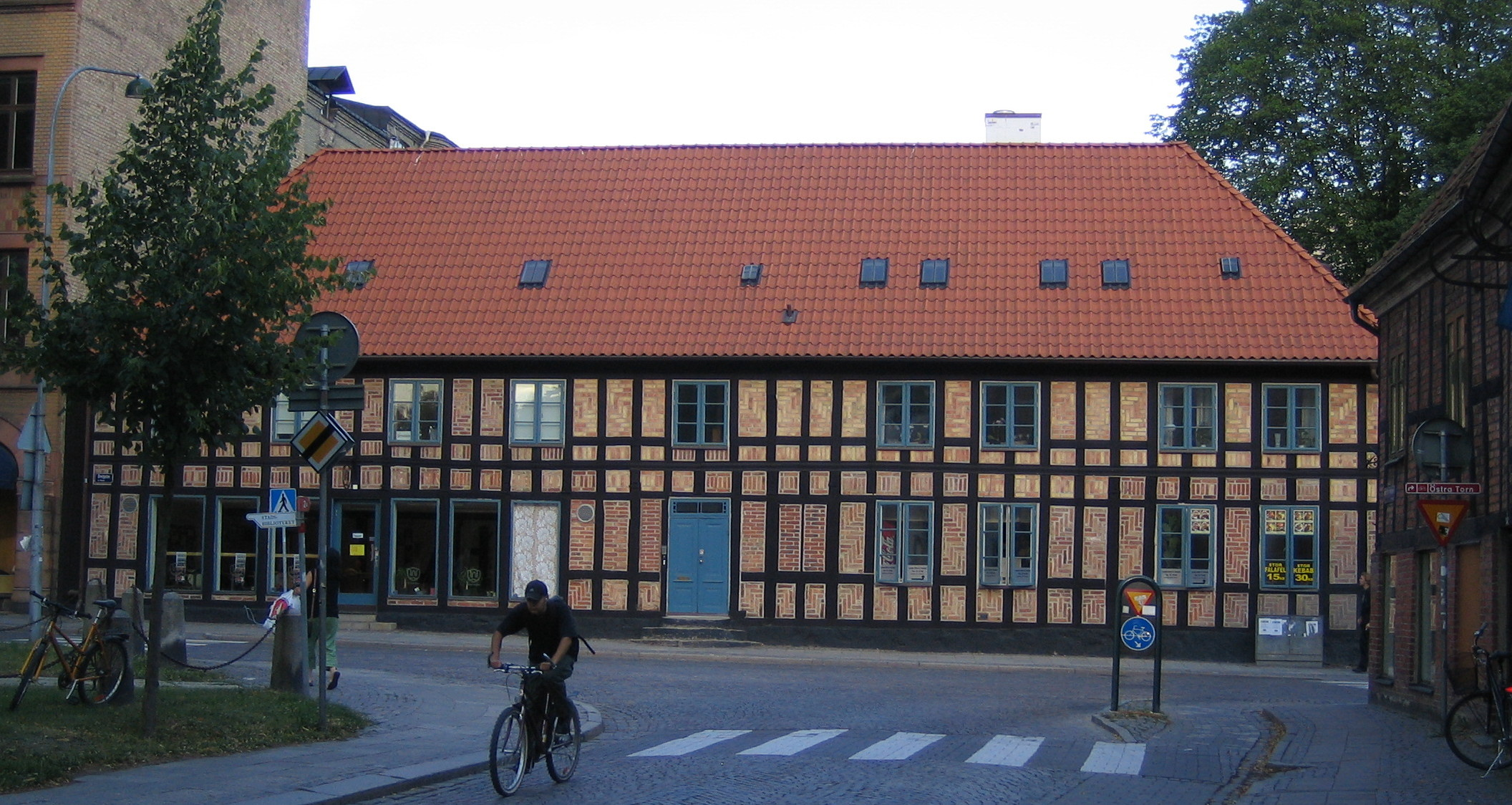
Wickmanska gården.
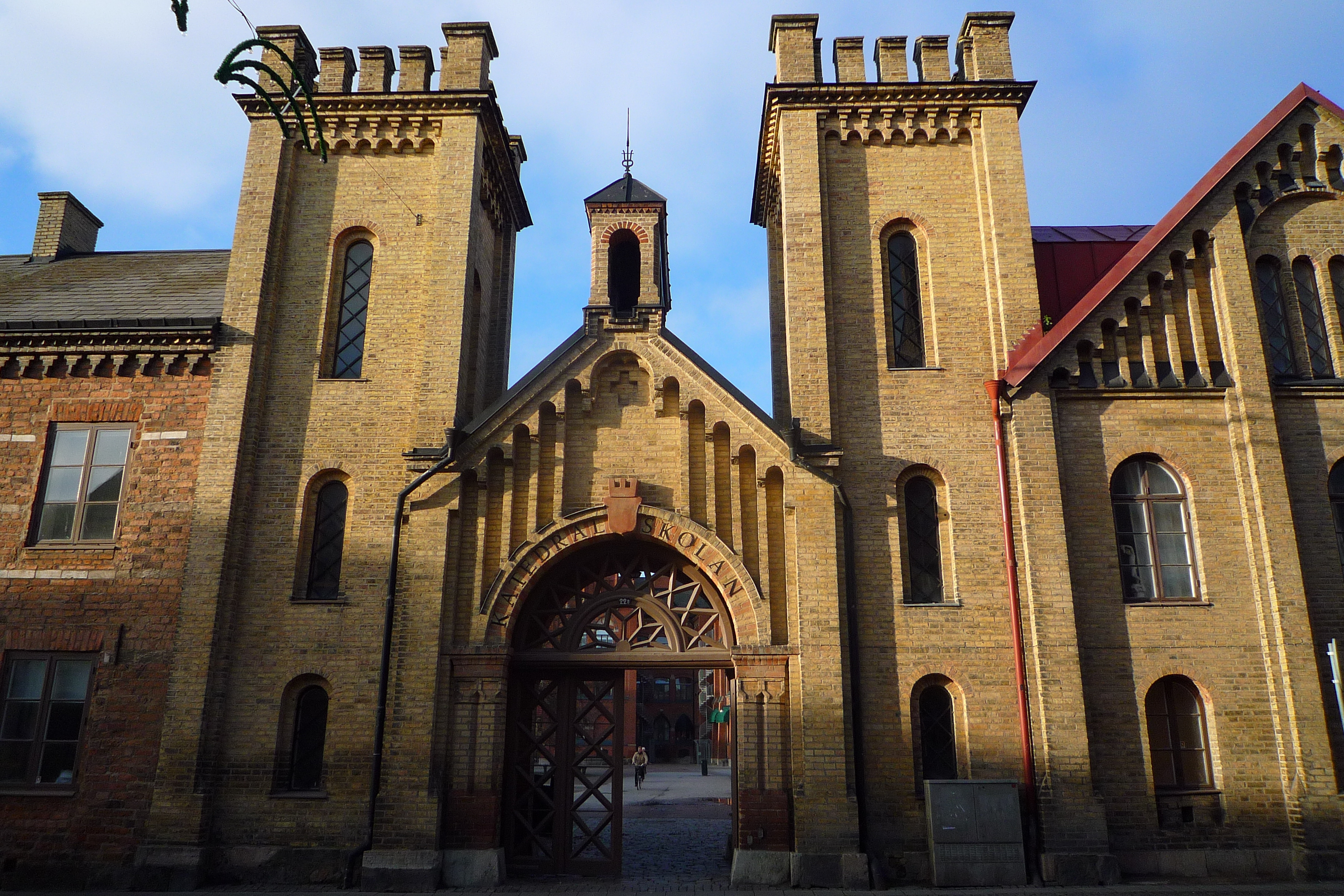
Le bâtiment Charles XII de Katedralskolan.

#### XVIIIeetXIXesiècles
Les XVIIIe et XIXe siècles furent une période de renouveau pour Lund, en particulier entraînée par le développement de son université. De nombreux bâtiments furent ainsi construits et la majorité des bâtiments du centre-ville datent de cette période.
L'université étant un des moteurs de cette expansion, son patrimoine immobilier s'est considérablement accru. L'université ne possédait presque que Kungshuset, mais l'augmentation de son nombre d'étudiants lui impose l'obtention de nouveaux bâtiments. Une bonne partie de ces bâtiments ont comme architecte Helgo Zettervall, qui venait de rénover la cathédrale, parmi lesquels on peut citer le bâtiment principal, Palaestra et Odeum, ainsi que Gamla kirurgen.

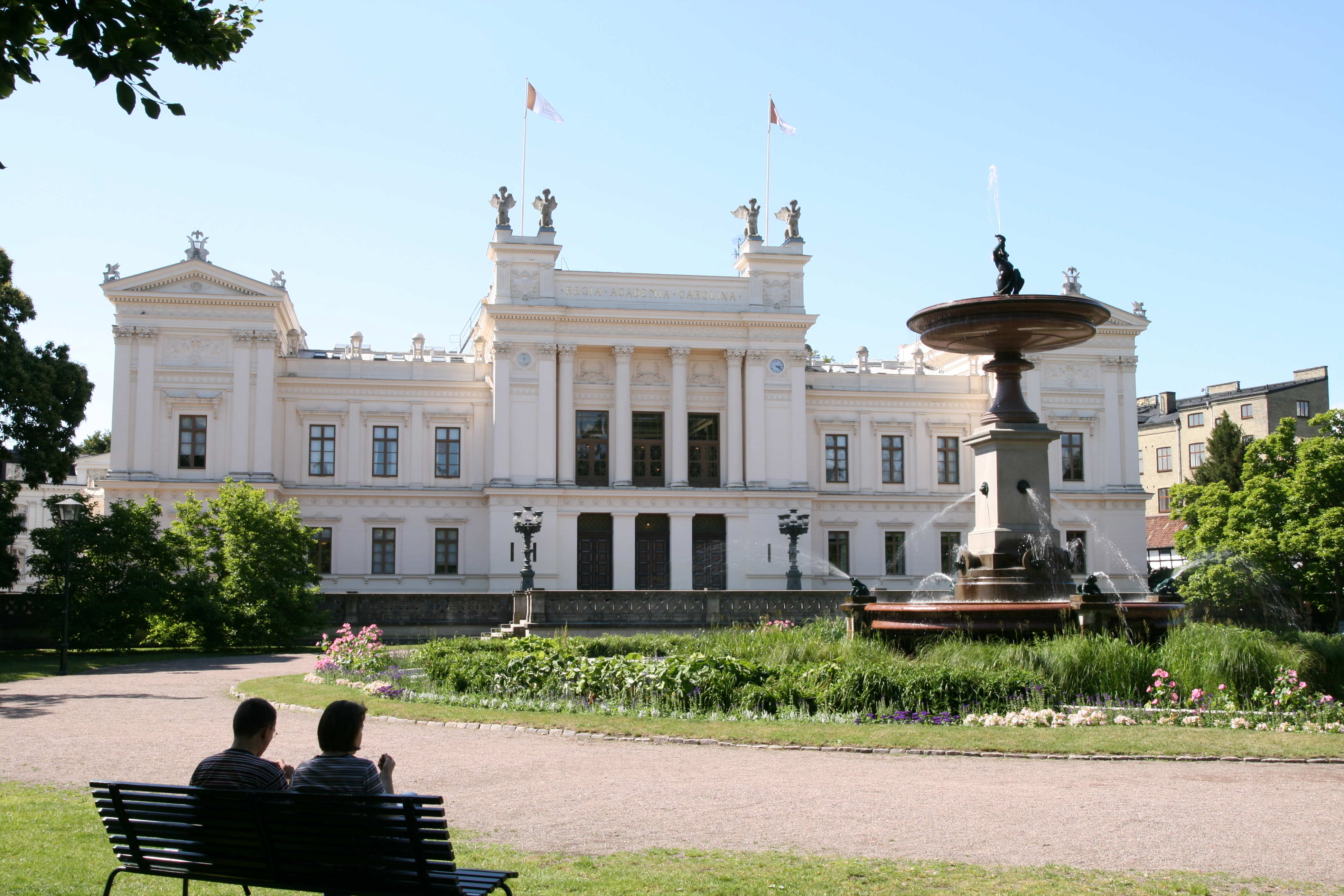
Le bâtiment principal de l'université.
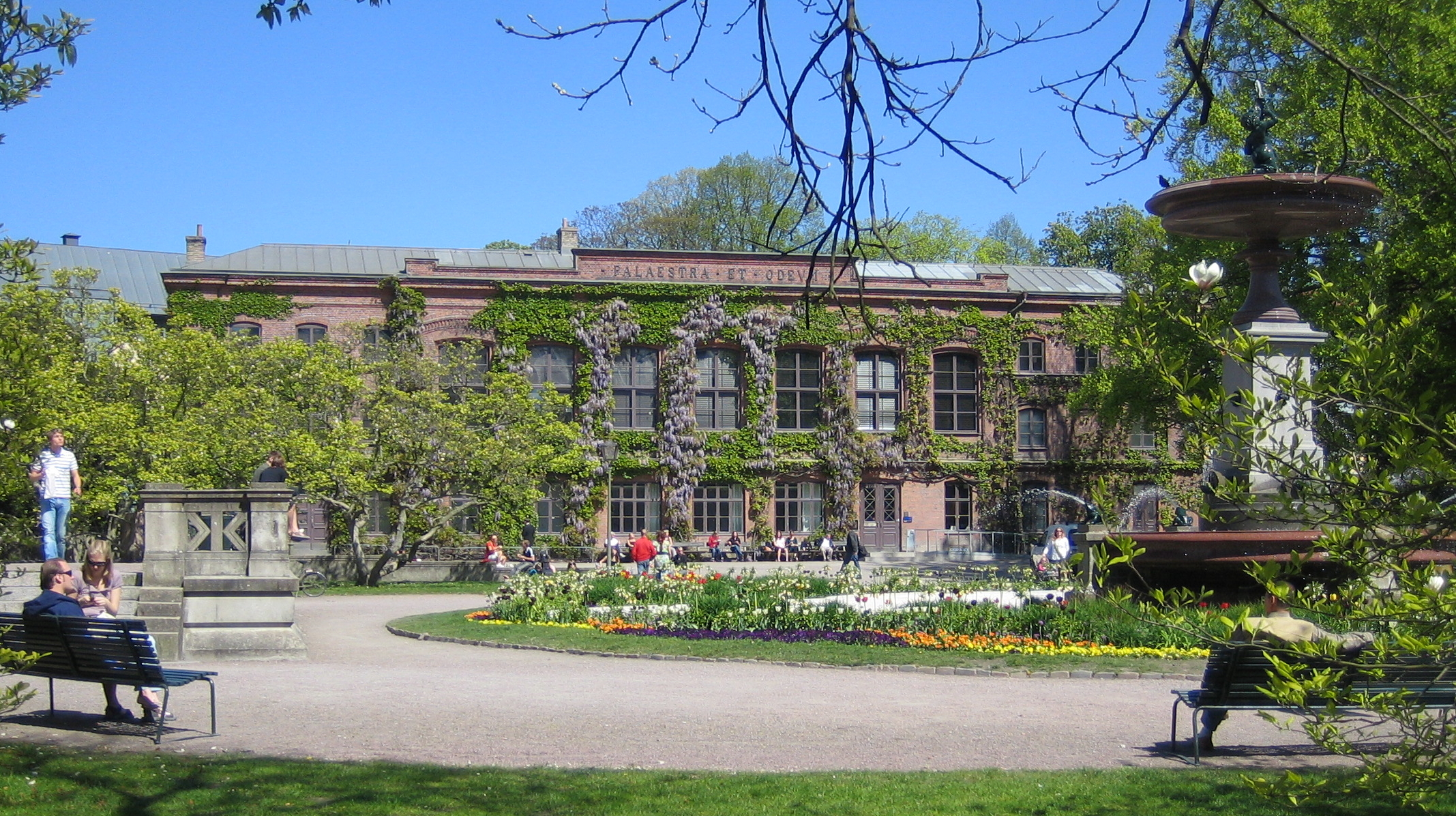
Palaestra et Odeum.
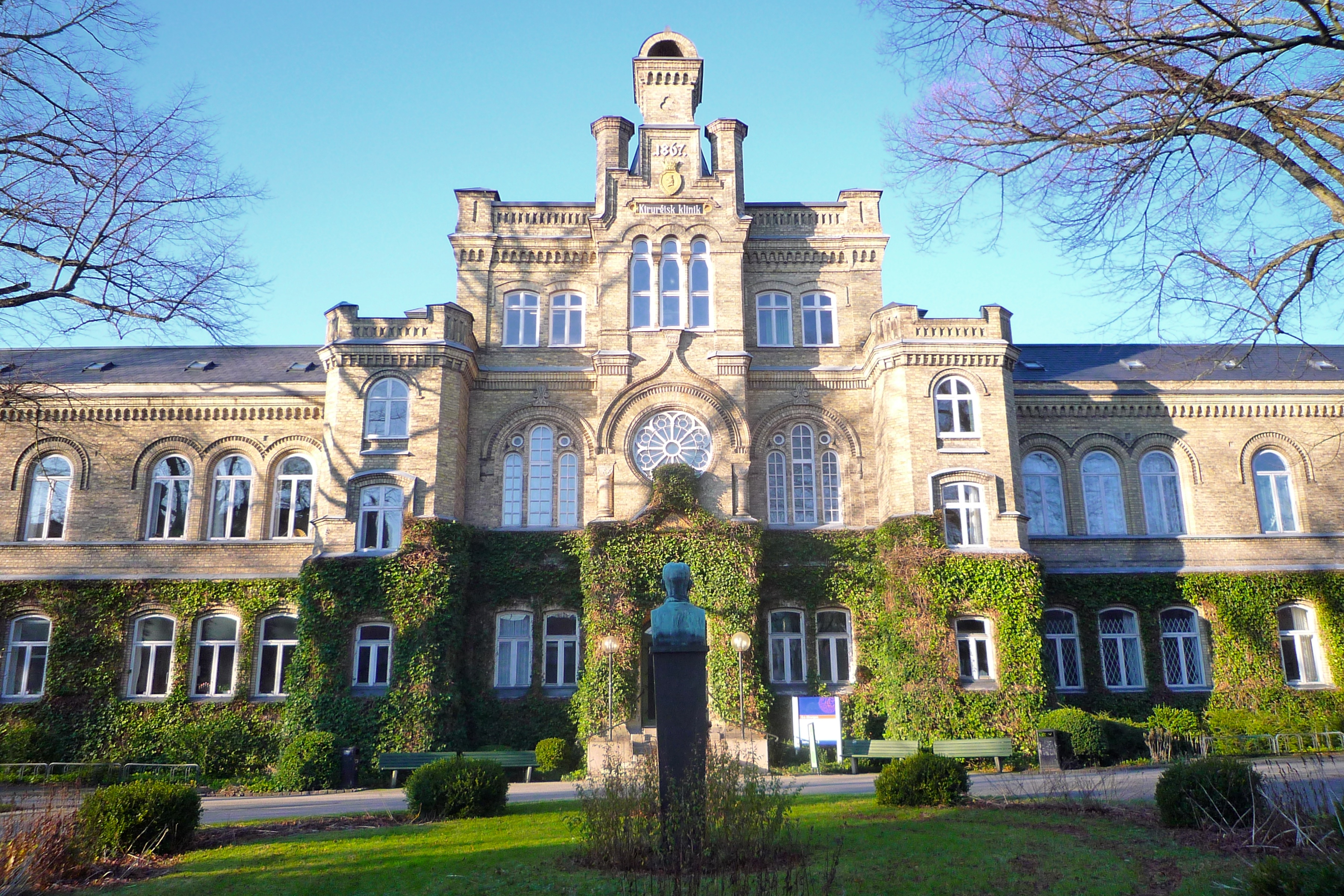
Gamla kirurgen.

Mais bien d'autres bâtiments universitaires furent construits durant cette période, par divers architectes. Notons en particulier l'AF-Borgen, centre de la vie étudiante, la bibliothèque universitaire de Lund (en réalité en 1907), et bien d'autres.

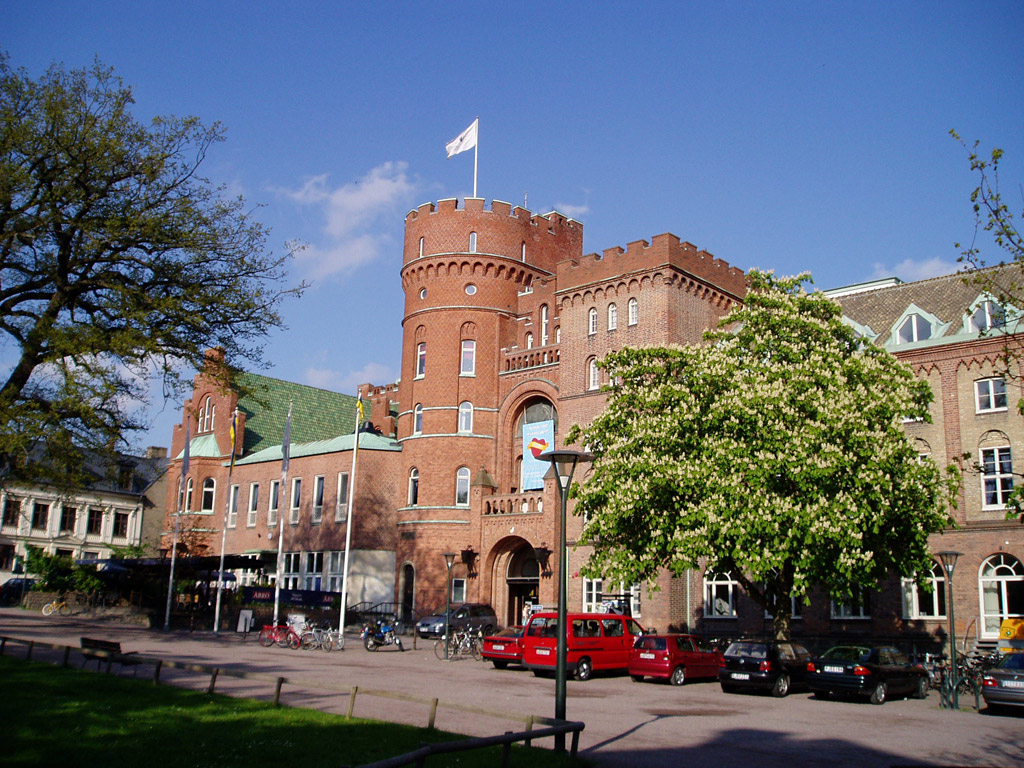
AF-Borgen.
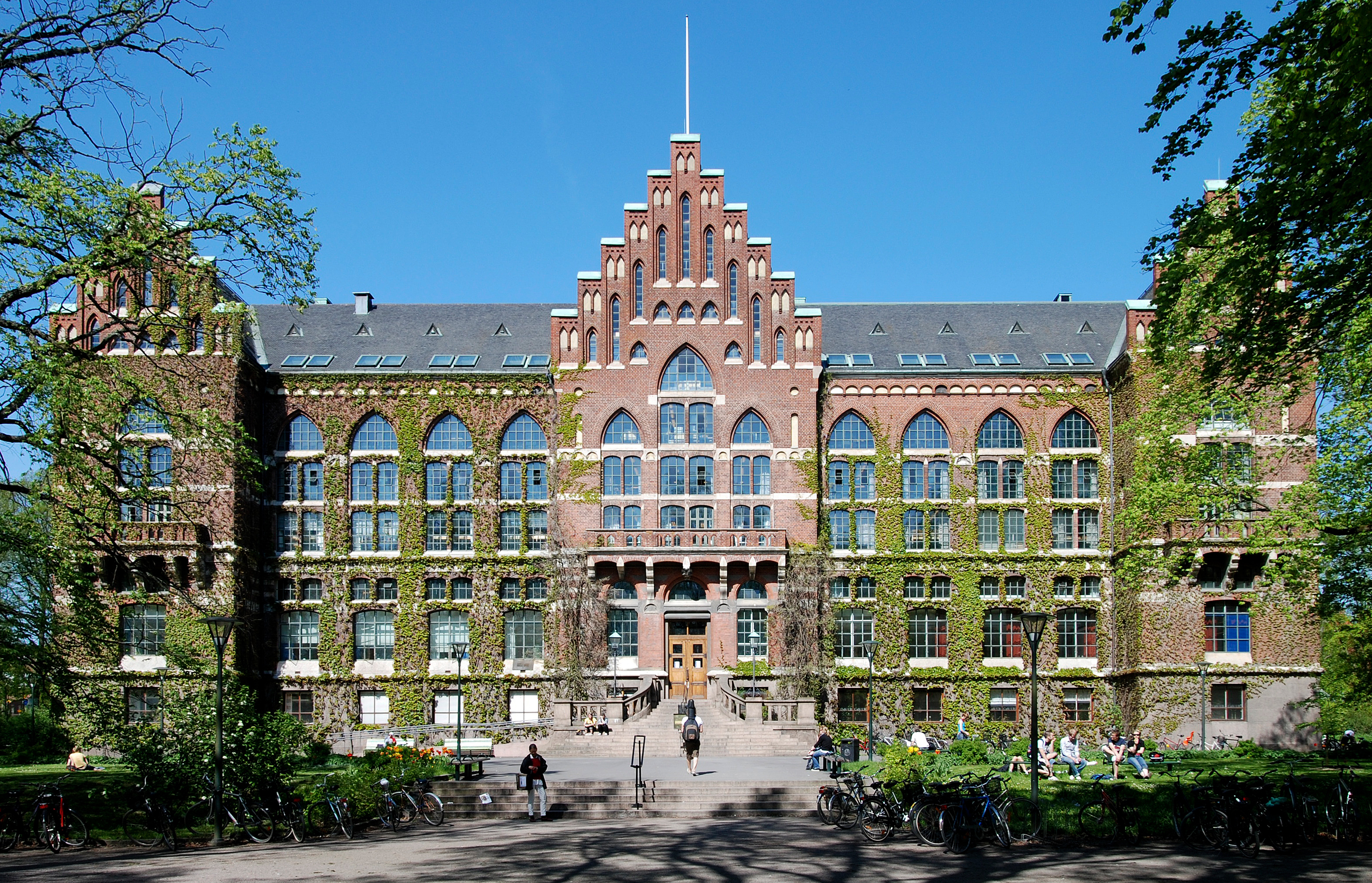
La bibliothèque universitaire de Lund.
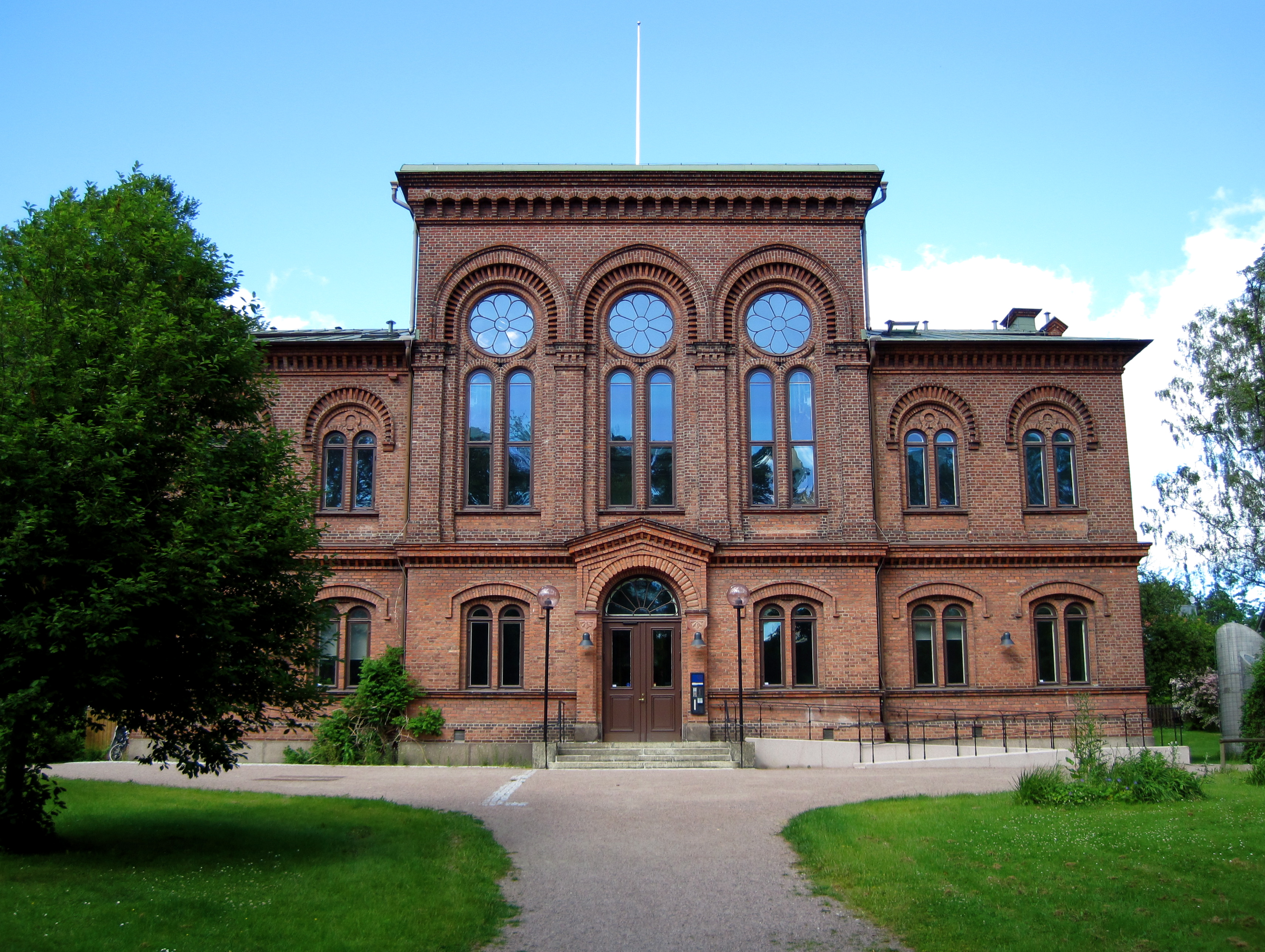
Classicum.

Mais l'université ne fut pas la seule à profiter de cette expansion. De nombreux bâtiments furent construits à cette époque, souvent à plusieurs étages, tels que la gare centrale de Lund, le Grand Hôtel de Lund, le bâtiment principal de Katedralskolan, l'église de Tous-les-Saints, et de nombreux autres. C'est aussi à cette époque que les petites rues pavillonnaires du centre de Lund prirent leur visage actuel. Bien que ne comprenant pas d'imposants monuments, elles possèdent un charme particulier qui incite à les parcourir, en particulier dans le quartier Kulturkvadranten, à proximité de Kulturen.

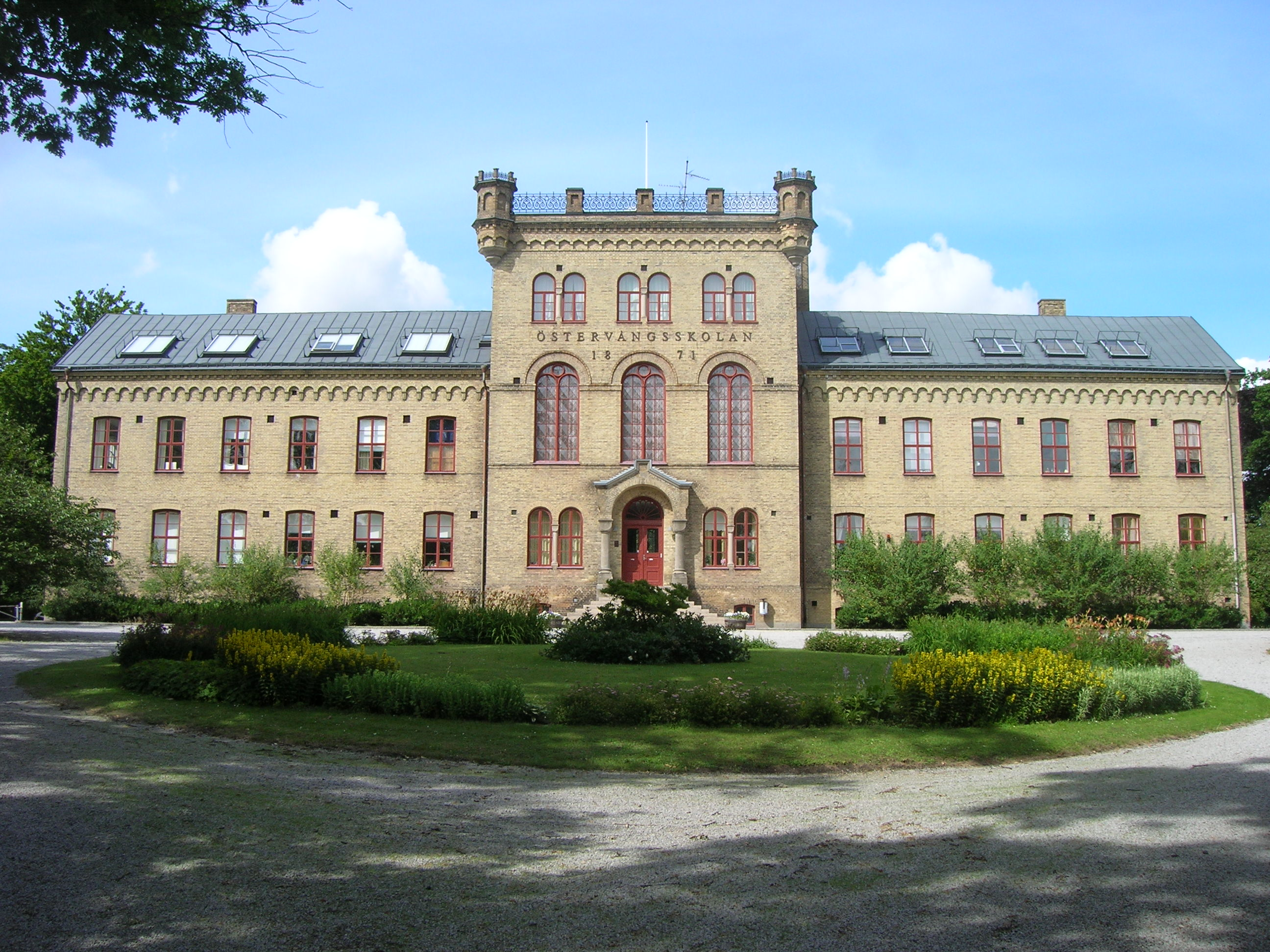
L'école Östervångsskolan.
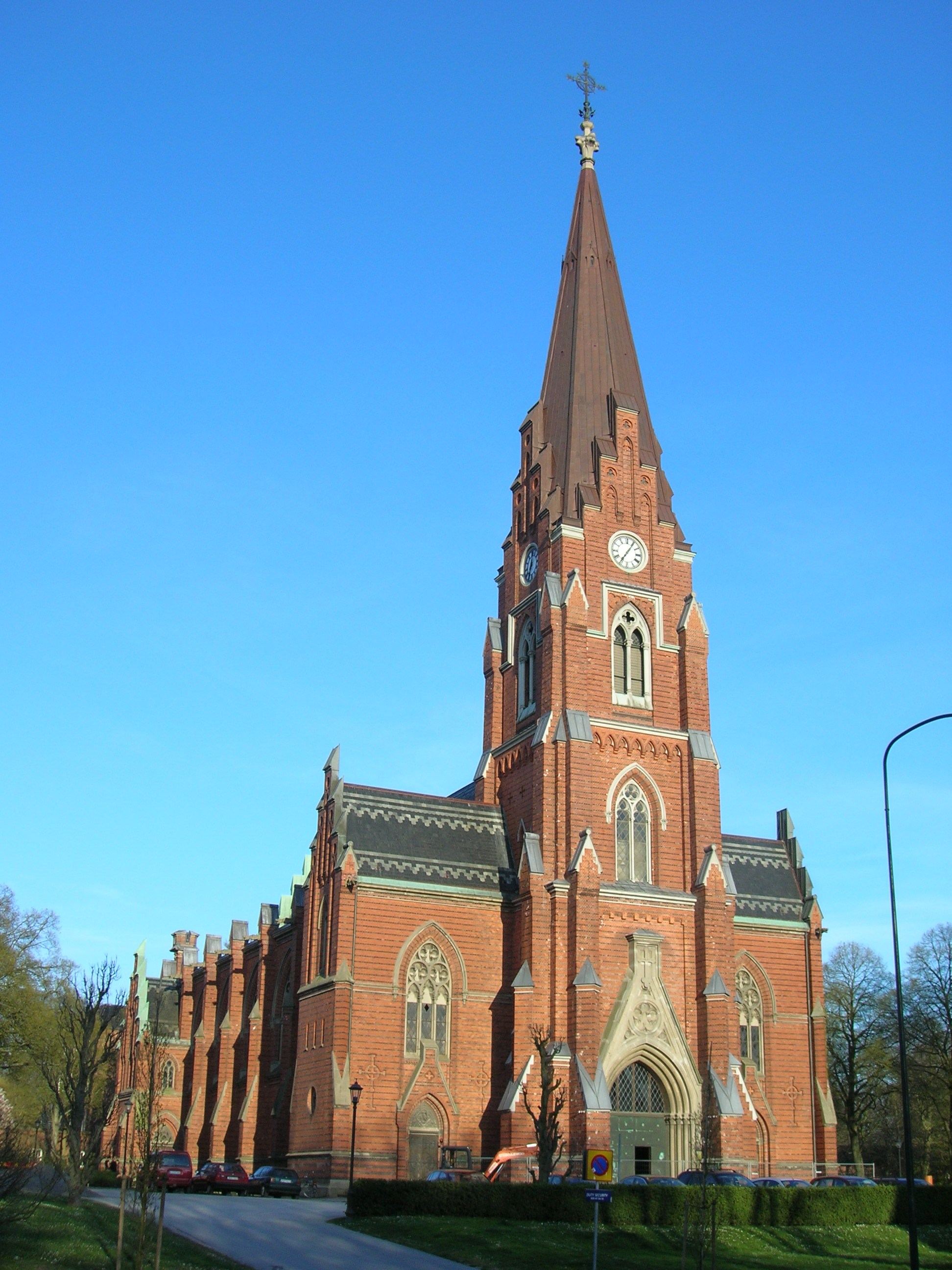
L'église de Tous-les-Saints.
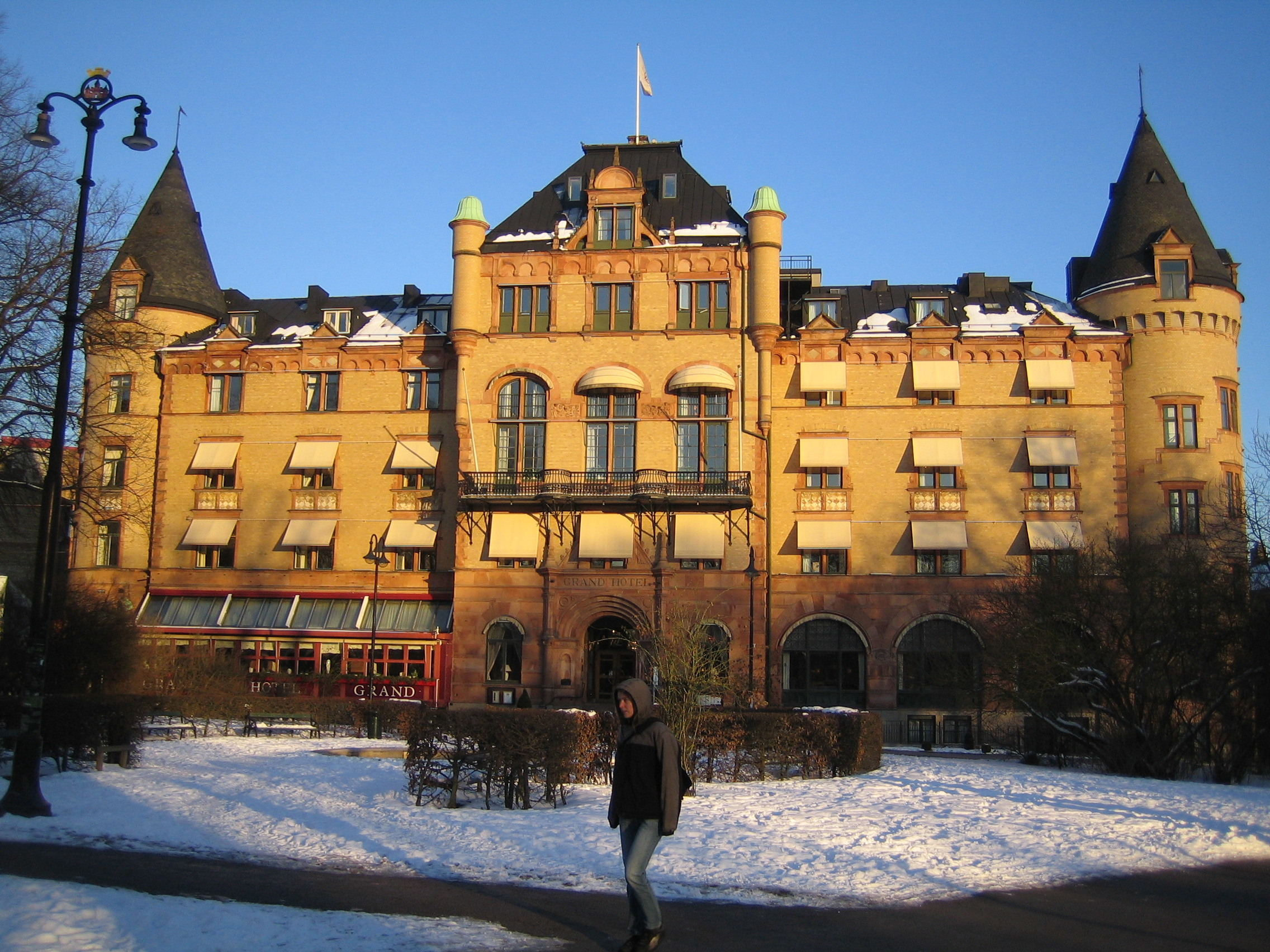
Le Grand Hôtel.
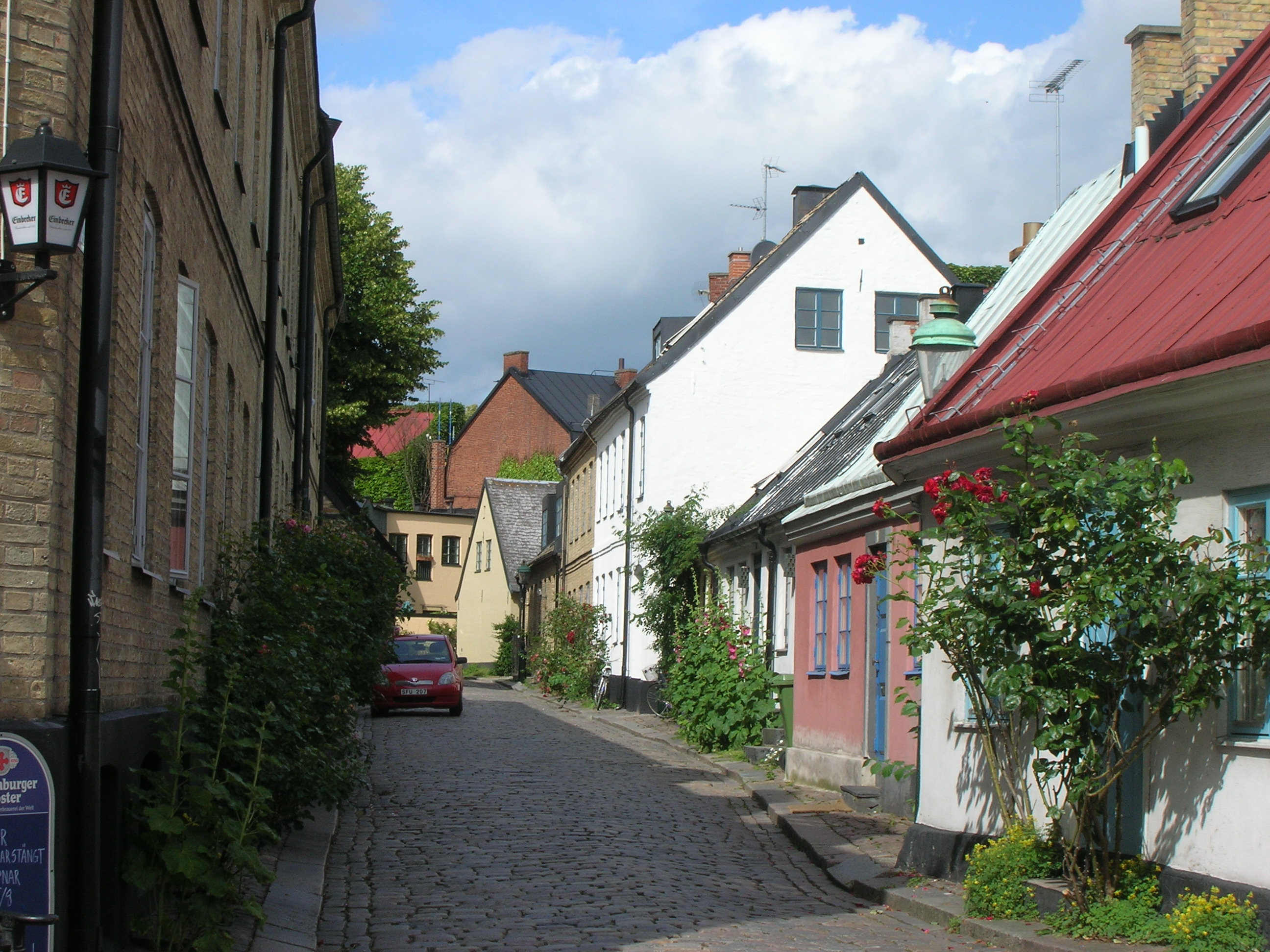
Hjortgatan, dans le quartier Kulturkvadranten.

### Vie culturelle

#### Musées

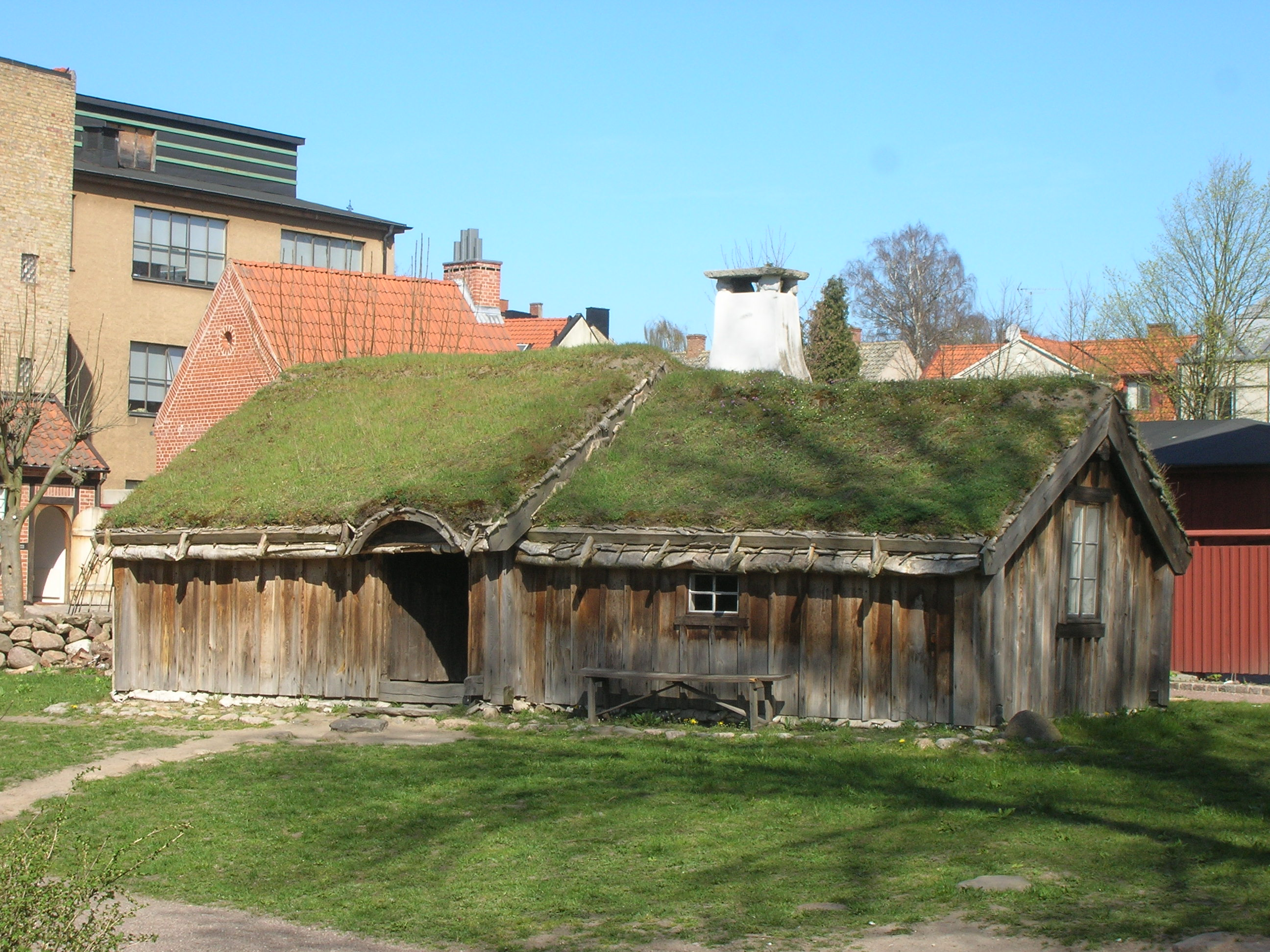
Maison pauvre du Småland du début du XXe siècle, dans le musée Kulturen.

Lund possède plusieurs musées, dont le plus visité, avec environ 100 000 visiteurs par an, est Kulturen. Ouvert au public en 1892, c'est l'un des plus anciens musée de plein-air au monde et le deuxième plus ancien de Suède après Skansen, à Stockholm. Le concept du musée est de préserver l'habitat, les outils, vêtements et autres reliques du mode de vie populaire suédois du XVIe au XXe siècle. Le musée contient plusieurs sites, dont le principal est au centre de Lund, près de Lundagård, contenant l'exposition couverte Metropolis. Lund au Moyen Âge, présentant plusieurs objets issus de fouilles archéologiques effectuées à Lund, et le musée de plein-air, contenant une trentaine de bâtiments divers, dont l'aspect extérieur ainsi que l'aménagement intérieur illustrent le mode de vie de différentes classes sociales à différentes époques en Suède. Ces bâtiments sont originaires de toute la Suède et ont été démontés de leur emplacement d'origine, puis remontés à l'identique sur le site du musée.
Mais le musée administre d'autres sites à Lund, tels que le musée Tegnér, dans l'ancienne maison du poète et écrivain Esaias Tegnér, l'épicerie Hökeriet datant de 1855 et le musée Drottens Kyrkoruin contenant les ruines d'une ancienne église en pierre datant d'environ 1050. Enfin, la ville possède le site Kulturens Östarp, une ancienne ferme de Scanie, qui fut laissée dans son site d'origine et non déplacée à Lund comme les autres.

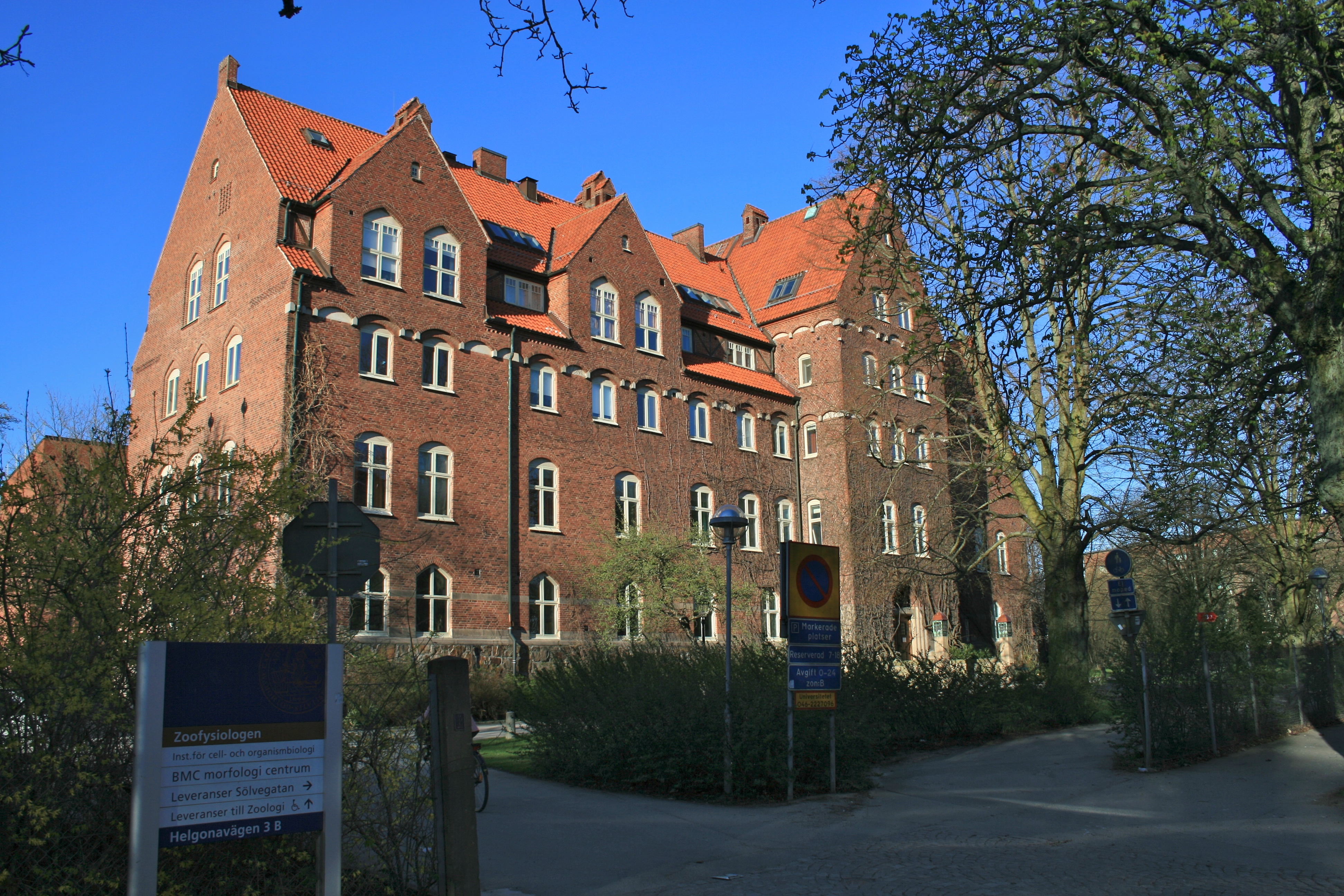
Le département de zoologie, abritant le musée zoologique.

Hormis Kulturen, la plupart des musées de Lund appartiennent à l'université de Lund. En particulier, trois d'entre eux ont pour origine le cabinet de curiosités créé par Kilian Stobaeus et donné à l'université de Lund en 1735. Le musée comprenait une collection d'animaux de toute sorte, gastéropodes, insectes, objets géologiques, ethnographiques, archéologiques... Cette collection était entreposée à Kungshuset, dans le Lundagård. La collection s'étant accrue, elle fut divisée en 1805 entre trois musées : le musée historique de Lund, le musée zoologique de Lund et le musée botanique de Lund. Chacun de ces musées s'est ensuite agrandi séparément. Le musée historique reçut en particulier de nombreux objets, issus de fouilles à Uppåkra, tandis que le musée zoologique recevait de nombreuses collections privées, dont en particulier celles de ses prestigieux directeurs, parmi lesquels on peut citer Anders Jahan Retzius et Sven Nilsson, qui, tout comme Kilian Stobaeus, ont donné leurs noms aux différents étages du musée.
L'université possède aussi un musée unique en son genre : le musée des esquisses. Il fut fondé en 1934 par Ragnar Josephson, professeur d'histoire de l'art de l'université de Lund, avec comme but de montrer le chemin entre l'idée de l'artiste et l'œuvre achevée. Il ouvrit au public pour la première fois en 1941, et depuis, sa collection s'est accrue avec ses 30 000 esquisses de tous genres (sculpture, peinture...) provenant d'artistes de toutes nationalités, dont plusieurs artistes français, comme Fernand Léger, Henri Matisse, Pierre Puvis de Chavannes, Maurice Denis...

#### Théâtre

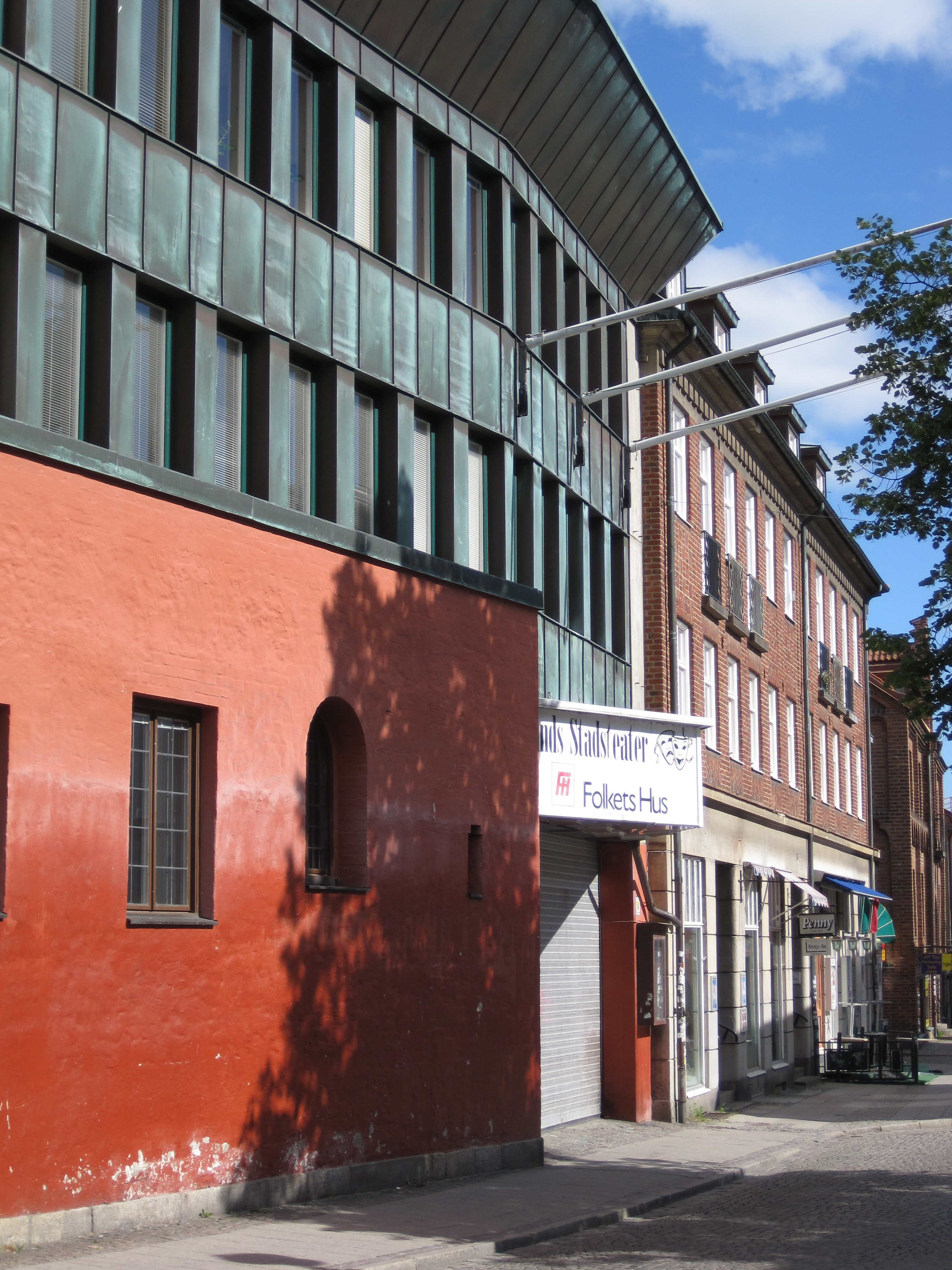
Lunds Stadsteater.

Lund possède plusieurs salles de théâtre. La principale d'entre elles est celle du Lunds Stadsteater, située au centre-ville. Elle peut accueillir 491 personnes, dont 81 en balcon. À proximité, sur Stortorget, se situe Lilla teatern (le petit théâtre), pouvant accueillir environ 100 personnes. L'association commença en 1933 comme théâtre étudiant, Lunds Studentteater, initialement dans le bâtiment AF-Borgen, sur Lundagård. Autour de 1960, le théâtre se divisa, une partie prenant le nom Lilla teatern, tandis que la seconde conserva le nom Lunds Studentteater. Ce premier théâtre déménagea plusieurs fois et s'installa en 1990 dans le bâtiment actuel, donné par la municipalité. Lunds Studentteater existe encore et est toujours dans le bâtiment AF-Borgen. Enfin, toujours au centre-ville, se trouve Månteatern, fondé en 1986.
Comme toutes les villes étudiantes de Suède, Lund a une longue tradition de spex et le groupe Lundaspexarna est même l'un des groupes de spex les plus connus. Le groupe a été fondé en 1886 et compte actuellement une centaine d'étudiants, effectuant deux représentations par an dans le bâtiment AF-Borgen.

### Personnalités liées à la ville
- Sven Lagerbring (1707-1787), historien, mort à Lund
- Magnus Gustafsson, joueur de tennis né à Lund le 3 janvier 1967
- Mikael Håfström, réalisateur né à Lund le 1er juillet 1960
- Joachim Johansson, joueur professionnel de tennis né à Lund le 1er juillet 1982
- Nandor Wagner, sculpteur ayant vécu à Lund
- The Radio Dept, groupe de musique pop
- Therese Sjögran, footballeuse
- Aina Wifalk, inventrice du déambulateur, y est née en 1928.
- Erik Valentin Sjöstedt, journaliste né à Lund le 19 février 1866
- Henrik Sundström, joueur de tennis né à Lund le 29 février 1964
- Max von Sydow, acteur né à Lund le 10 avril 1929
- Hugo Salmson, peintre décédé à Lund en 1894
- Måns Zelmerlöw, chanteur né le 13 juin 1986
- Axwell, DJ né le 18 décembre 1977
- Rolf-Göran Bengtsson, cavalier de saut d'obstacles né le 2 juin 1962
- Martin Dahlin, footballeur né le 16 avril 1968
- Kim Ekdahl du Rietz, joueur de handball né le 23 juillet 1989
- Jan Malmsjö, acteur et chanteur né le 29 mai 1932
- Lukas Moodysson, réalisateur, scénariste et écrivain né le 17 janvier 1969
- Vladimir Oravsky, réalisateur de films et dramaturge suédois
- Ivo Pekalski, footballeur né le 3 novembre 1990
- Linus Thörnblad, athlète né le 6 mars 1985
- Elin Wägner, journaliste, écrivain et féministe née le 16 mai 1882
- Ulf Kristersson, personnalité politique suédoise né en 1963.